# Lista monumentelor istorice din București, sector 2

Simbol pentru monumentele istorice

Lista monumentelor istorice din sectorul 2 cuprinde monumentele istorice din sectorul 2 al municipiului București înscrise în Patrimoniul cultural național al României. Lista completă este menținută și actualizată periodic de către Ministerul Culturii, Cultelor și Patrimoniului Național din România, ultima versiune datând din 2015.
Puteți căuta monumente istorice din orice sector folosind formularul de mai jos:
| Cod LMI                                 | Denumire                                                              | Localitate           | Localizare | Datare, Creatori                                                          | Imagine               | Erori             |
| --------------------------------------- | --------------------------------------------------------------------- | -------------------- | --- | ------------------------------------------------------------------------- | --------------------- | ----------------- |
| B-I-s-B-17876 (RAN: 179132.19)          | Lacul Tei (Debarcader)                                                | municipiul București | Cartierul Tei, pe malul sud-vestic al Lacului Tei, suprapus de str. Caroieni, Tuzla, Glodeni și Oltețului; carou cadastral: 5 - 6; AA' și B'C'; 7 - 8; B'C'                                                 |                                                                           | Încarcă foto \| video | Raportează eroare |
| B-I-m-B-17876.01 (RAN: 179132.19.05)    | Necropolă                                                             | municipiul București | Cartierul Tei, pe malul sud-vestic al Lacului Tei, suprapus de str. Caroieni, Tuzla, Glodeni și Oltețului; carou cadastral 5 - 6; AA' și B' C'; 7 - 8; B'C'                                                 | sec. III p. Chr.                                                          | Încarcă foto \| video | Raportează eroare |
| B-I-m-B-17876.02 (RAN: 179132.19.03)    | Necropolă                                                             | municipiul București | Cartierul Tei, pe malul sud-vestic al Lacului Tei, suprapus de str. Caroieni, Tuzla, Glodeni și Oltețului; carou cadastral 5 - 6; AA' și B' C'; 7 - 8; B'C'                                                 | Latène                                                                    | Încarcă foto \| video | Raportează eroare |
| B-I-m-B-17876.03 (RAN: 179132.19.06)    | Așezare                                                               | municipiul București | Cartierul Tei, pe malul sud-vestic al Lacului Tei, suprapus de str. Caroieni, Tuzla, Glodeni și Oltețului; carou cadastral 5 - 6; AA' și B' C'; 7 - 8; B'C'                                                 | sec. VI p. Chr.                                                           | Încarcă foto \| video | Raportează eroare |
| B-I-m-B-17876.04 (RAN: 179132.19.04)    | Așezare                                                               | municipiul București | Cartierul Tei, pe malul sud-vestic al Lacului Tei, suprapus de str. Caroieni, Tuzla, Glodeni și Oltețului; carou cadastral 5 - 6; AA' și B' C'; 7 - 8; B'C'                                                 | sec. II - IV p. Chr.                                                      | Încarcă foto \| video | Raportează eroare |
| B-I-m-B-17876.05 (RAN: 179132.19.02)    | Așezare                                                               | municipiul București | Cartierul Tei, pe malul sud-vestic al Lacului Tei, suprapus de str. Caroieni, Tuzla, Glodeni și Oltețului; carou cadastral 5 - 6; AA' și B' C'; 7 - 8; B'C'                                                 | Latène                                                                    | Încarcă foto \| video | Raportează eroare |
| B-I-m-B-17876.06 (RAN: 179132.19.01)    | Așezare                                                               | municipiul București | Cartierul Tei, pe malul sud-vestic al LaculuiTei, suprapus de str. Caroieni, Tuzla, Glodeni și Oltețului; carou cadastral 5 - 6; AA' și B' C'; 7 - 8; B'C'                                                  | Epoca bronzului, cultura Tei                                              | Încarcă foto \| video | Raportează eroare |
| B-I-s-B-17877 (RAN: 179132.20)          | Pepiniera Toboc - așezare                                             | municipiul București | Pe malul vestic al văii Saulei, la S de C.F. București-Constanța; carou cadastral 3 - 4; D'E' | Epoca bronzului                                                           | Încarcă foto \| video | Raportează eroare |
| B-I-s-B-17878 (RAN: 179132.21)          | Pipera - Andronache                                                   | municipiul București | Pe malul estic al văii Saulei, la S de C.F. București-Constanța și la V de str. Gherghiței; carou cadastral 1 - 2 și 3 - 4; D'E'                                                                            |                                                                           | Încarcă foto \| video | Raportează eroare |
| B-I-m-B-17878.01 (RAN: 179132.21.05)    | Așezare                                                               | municipiul București | Pe malul estic al văii Saulei, la S de C.F. București-Constanța și la V de str. Gherghiței; carou cadastral 1 - 2 și 3 - 4; D'E'                                                                            | sec. IX - XI                                                              | Încarcă foto \| video | Raportează eroare |
| B-I-m-B-17878.02 (RAN: 179132.21.04)    | Așezare                                                               | municipiul București | Pe malul estic al văii Saulei, la S de C.F. București-Constanța și la V de str. Gherghiței; carou cadastral 1 - 2 și 3 - 4; D'E'                                                                            | sec. IV p. Chr.                                                           | Încarcă foto \| video | Raportează eroare |
| B-I-m-B-17878.03 (RAN: 179132.21.03)    | Așezare                                                               | municipiul București | Pe malul estic al văii Saulei, la S de C.F. București-Constanța și la V de str. Gherghiței; carou cadastral 1 - 2 și 3 - 4; D'E'                                                                            | Latène                                                                    | Încarcă foto \| video | Raportează eroare |
| B-I-m-B-17878.04 (RAN: 179132.21.02)    | Așezare                                                               | municipiul București | Pe malul estic al văii Saulei, la S de C.F. București-Constanța și la V de str. Gherghiței; carou cadastral 1 - 2 și 3 - 4; D'E'                                                                            | Hallstatt                                                                 | Încarcă foto \| video | Raportează eroare |
| B-I-m-B-17878.05 (RAN: 179132.21.01)    | Așezare                                                               | municipiul București | Pe malul estic al văii Saulei, la S de C.F. București-Constanța și la V de str. Gherghiței; carou cadastral 1 - 2 și 3 - 4; D'E'                                                                            | Epoca bronzului                                                           | Încarcă foto \| video | Raportează eroare |
| B-I-s-B-17879 (RAN: 179132.22)          | Situl arheologic „Str. Soldat Ghivan Nicolae”                         | municipiul București | Pe malul sudic al Lacului Fundeni, în zona str. Marian Cristescu și Drăgușin Deleanu; carou cadastral 9 - 10; E'G'                                                                                          |                                                                           | Încarcă foto \| video | Raportează eroare |
| B-I-m-B-17879.01 (RAN: 179132.22.03)    | Așezare                                                               | municipiul București | Pe malul sudic al Lacului Fundeni, în zona str. Marian Cristescu și Drăgușin Deleanu; carou cadastral 9 - 10; E'G'                                                                                          | sec. III - IV p. Chr.                                                     | Încarcă foto \| video | Raportează eroare |
| B-I-m-B-17879.02 (RAN: 179132.22.02)    | Așezare                                                               | municipiul București | Pe malul sudic al Lacului Fundeni, în zona str. Marian Cristescu și Drăgușin Deleanu; carou cadastral 9 - 10; E'G'                                                                                          | sec. II - I a. Chr., Latène                                               | Încarcă foto \| video | Raportează eroare |
| B-I-m-B-17879.03 (RAN: 179132.22.01)    | Așezare                                                               | municipiul București | Pe malul sudic al Lacului Fundeni, în zona str. Marian Cristescu și Drăgușin Deleanu; carou cadastral 9 - 10; E'G'                                                                                          | Epoca bronzului                                                           | Încarcă foto \| video | Raportează eroare |
| B-I-s-B-17880 (RAN: 179132.23)          | Ziduri-între-vii                                                      | municipiul București | Pe malul sud-vestic al lacului Fundeni |                                                                           | Încarcă foto \| video | Raportează eroare |
| B-I-m-B-17880.01 (RAN: 179132.23.07)    | Fundații palat                                                        | municipiul București | Pe malul sud-vestic al lacului Fundeni | sec. XVII                                                                 | Încarcă foto \| video | Raportează eroare |
| B-I-m-B-17880.02 (RAN: 179132.23.06)    | Așezare                                                               | municipiul București | Pe malul sud-vestic al lacului Fundeni | Epoca migrațiilor                                                         | Încarcă foto \| video | Raportează eroare |
| B-I-m-B-17880.03 (RAN: 179132.23.05)    | Așezare                                                               | municipiul București | Pe malul sud-vestic al lacului Fundeni | Latène                                                                    | Încarcă foto \| video | Raportează eroare |
| B-I-m-B-17880.04 (RAN: 179132.23.04)    | Așezare                                                               | municipiul București | Pe malul sud-vestic al lacului Fundeni | Epoca bronzului                                                           | Încarcă foto \| video | Raportează eroare |
| B-I-m-B-17880.05 (RAN: 179132.23.03)    | Așezare                                                               | municipiul București | Pe malul sud-vestic al lacului Fundeni | Neolitic                                                                  | Încarcă foto \| video | Raportează eroare |
| B-I-m-B-17880.06 (RAN: 179132.23.02)    | Așezare                                                               | municipiul București | Pe malul sud-vestic al lacului Fundeni | Paleolitic                                                                | Încarcă foto \| video | Raportează eroare |
| B-I-s-B-17882 (RAN: 179132.25)          | Parcul Pantelimon                                                     | municipiul București | Pe malul sudic al Lacului Pantelimon, între lac și Șos. Gării Cățelu, la cca. 500 m de intersecția acesteia cu Șos. Pantelimon și cu Bd. Biruinței; carou cadastral 11' - 12'; O'P' și 13 - 14; O' P', R'S' |                                                                           | Încarcă foto \| video | Raportează eroare |
| B-I-m-B-17882.01 (RAN: 179132.25.03)    | Așezare                                                               | municipiul București | Pe malul sudic al Lacului Pantelimon, între lac și Șos. Gării Cățelu, la cca. 500 m de intersecția acesteia cu Șos. Pantelimon și cu Bd. Biruinței; carou cadastral 11' - 12'; O'P' și 13 - 14; O' P', R'S' | sec. III - IV p. Chr.                                                     | Încarcă foto \| video | Raportează eroare |
| B-I-m-B-17882.02 (RAN: 179132.25.02)    | Așezare                                                               | municipiul București | Pe malul sudic al Lacului Pantelimon, între lac și Șos. Gării Cățelu, la cca. 500 m de intersecția acesteia cu Șos. Pantelimon și cu Bd. Biruinței; carou cadastral 11' - 12'; O'P' și 13 - 14; O' P', R'S' | sec. II - I a. Chr., Latène                                               | Încarcă foto \| video | Raportează eroare |
| B-I-m-B-17882.03 (RAN: 179132.25.01)    | Așezare                                                               | municipiul București | Pe malul sudic al Lacului Pantelimon, între lac și Șos. Gării Cățelu, la cca. 500 m de intersecția acesteia cu Șos. Pantelimon și cu Bd. Biruinței; carou cadastral 11' - 12'; O'P' și 13 - 14; O' P', R'S' | Epoca bronzului, cultura Glina III                                        | Încarcă foto \| video | Raportează eroare |
| B-I-s-B-17883 (RAN: 179132.26)          | Cățelu Nou                                                            | municipiul București | Pe malul sudic al Lacului Pantelimon, între lac și Șos. Gării Cățelu; carou cadastral 13 - 14; R'S' |                                                                           | Încarcă foto \| video | Raportează eroare |
| B-I-m-B-17883.01 (RAN: 179132.26.05)    | Așezare                                                               | municipiul București | Pe malul sudic al Lacului Pantelimon, între lac și Șos. Gării Cățelu; carou cadastral 13 - 14; R'S' | sec. VI - VII p. Chr.                                                     | Încarcă foto \| video | Raportează eroare |
| B-I-m-B-17883.02 (RAN: 179132.26.06)    | Așezare                                                               | municipiul București | Pe malul sudic al Lacului Pantelimon, între lac și Șos. Gării Cățelu; carou cadastral 13 - 14; R'S' | sec. II - III p. Chr.                                                     | Încarcă foto \| video | Raportează eroare |
| B-I-m-B-17883.03 (RAN: 179132.26.04)    | Așezare                                                               | municipiul București | Pe malul sudic al Lacului Pantelimon, între lac și Șos. Gării Cățelu; carou cadastral 13 - 14; R'S' | Latène                                                                    | Încarcă foto \| video | Raportează eroare |
| B-I-m-B-17883.04 (RAN: 179132.26.03)    | Așezare                                                               | municipiul București | Pe malul sudic al Lacului Pantelimon, între lac și Șos. Gării Cățelu; carou cadastral 13 - 14; R'S' | Hallstatt                                                                 | Încarcă foto \| video | Raportează eroare |
| B-I-m-B-17883.05 (RAN: 179132.26.07)    | Așezare                                                               | municipiul București | Pe malul sudic al Lacului Pantelimon, între lac și Șos. Gării Cățelu; carou cadastral 13 - 14; R'S' | Epoca bronzului, cultura Tei                                              | Încarcă foto \| video | Raportează eroare |
| B-I-m-B-17883.06 (RAN: 179132.26.02)    | Așezare                                                               | municipiul București | Pe malul sudic al Lacului Pantelimon, între lac și Șos. Gării Cățelu; carou cadastral 13 - 14; R'S' | Epoca bronzului, cultura Glina III                                        | Încarcă foto \| video | Raportează eroare |
| B-I-m-B-17883.07 (RAN: 179132.26.01)    | Așezare                                                               | municipiul București | Pe malul sudic al Lacului Pantelimon, între lac și Șos. Gării Cățelu; carou cadastral 13 - 14; R'S' | Neolitic, cultura Boian                                                   | Încarcă foto \| video | Raportează eroare |
| B-II-s-B-17917                          | Parcelarea Călărași-Hârjeu                                            | municipiul București | Piața Eudoxiu Hurmuzachi - Bd. Basarabia - str. Arh. D. Hârjeu - str. Arh. Gheorghe Sterian - str. Maior Coravu - Șos. Mihai Bravu                                                                          | 1926                                                                      | Încarcă foto \| video | Raportează eroare |
| B-II-s-B-17918                          | Parcelarea Iancului                                                   | municipiul București | Șos. Iancului - str. Lt. Victor Manu- str. Vatra Luminoasă - str. Dr. mr. Laurențiu Claudian | 1913                                                                      | Încarcă foto \| video | Raportează eroare |
| B-II-s-B-17919                          | Parcelarea Iancului                                                   | municipiul București | Str. Gheorghe Folescu - str. Vatra Luminoasă - str. Sarafinești - Șos. Iancului | prima jum. sec. XX                                                        | Încarcă foto \| video | Raportează eroare |
| B-II-s-B-17920                          | Parcelarea Gara Obor, fostă Ferdinand I                               | municipiul București | Str. Baicului - Bd. Gara Obor - Bd. Ferdinand - str. Eufrosin Poteca 44.4463°N 26.1387°E | înc. sec. XX                                                              |                       | Raportează eroare |
| B-II-m-B-18002                          | Imobil                                                                | municipiul București | Str. Armenească 10 sector 2 44.43655°N 26.10993°E | sf. sec. XIX - prima jum. sec. XX                                         |                       | Raportează eroare |
| B-II-m-B-18003                          | Casă                                                                  | municipiul București | Str. Armenească 35 sector 2 44.44026°N 26.11185°E | sf. sec. XIX - prima jum. sec. XX                                         |                       | Raportează eroare |
| B-II-m-B-18044                          | Casă                                                                  | municipiul București | Str. Avram Iancu 1 sector 2 44.43707°N 26.11758°E | sf. sec. XIX-prima jum. sec. XX                                           | Încarcă foto \| video | Raportează eroare |
| B-II-m-B-18045                          | Casă                                                                  | municipiul București | Str. Avram Iancu 5-5A sector 2 | sf. sec. XIX-prima jum. sec. XX                                           | Încarcă foto \| video | Raportează eroare |
| B-II-m-B-18046                          | Fost cinematograf                                                     | municipiul București | Str. Avrig 1 sector 2 44.44766°N 26.12835°E | sf. sec. XIX-prima jum. sec. XX                                           | Încarcă foto \| video | Raportează eroare |
| B-II-m-B-18049                          | Casă                                                                  | municipiul București | Str. Avrig 6 sector 2 44.4474°N 26.12843°E | prima jum. sec. XX                                                        | Încarcă foto \| video | Raportează eroare |
| B-II-m-B-18050                          | Imobil                                                                | municipiul București | Str. Avrig 18 sector 2 44.44686°N 26.12907°E | prima jum. sec. XX                                                        | Încarcă foto \| video | Raportează eroare |
| B-II-m-B-18052                          | Casă                                                                  | municipiul București | Str. Avrig 80A sector 2 44.44258°N 26.13309°E | prima jum. sec. XX                                                        | Încarcă foto \| video | Raportează eroare |
| B-II-a-B-18093                          | Ansamblul de arhitectură „Str. Batiștei”                              | municipiul București | Str. Batiștei, între str. Jean Louis Calderon și str. Vasile Lascăr sector 2 | sf. sec. XIX - prima jum. sec. XX                                         | Încarcă foto \| video | Raportează eroare |
| B-II-m-B-18094                          | Casa Nicolae Filipescu                                                | municipiul București | Str. Batiștei 13 sector 2 44.43841°N 26.10307°E | sf. sec. XIX                                                              | Alte imagini          | Raportează eroare |
| B-II-m-B-21043                          | Imobilul „Palatul Arta”, actualul sediu ArCuB                         | municipiul București | Str. Batiștei nr. 14, sectorul 2 44.43815°N 26.1034°E |                                                                           | Alte imagini          | Raportează eroare |
| B-IV-m-B-20976                          | Atelierul pictorului Nicolae Grigorescu                               | municipiul București | Str. Batiștei 20 sector 2 44.43888°N 26.10482°E | sf. sec. XIX - înc. sec. XX                                               |                       | Raportează eroare |
| B-II-m-A-18095 (RAN: 179132.87)         | Biserica „Sf. Nicolae” - Batiște                                      | municipiul București | Str. Batiștei 21 sector 2, Str. Praporgescu David g-ral 2 sector 2 44.43903°N 26.10465°E | 1764, sec. XIX                                                            | Alte imagini          | Raportează eroare |
| B-II-m-B-18096                          | Casa bancherului Hermann Speier                                       | municipiul București | Str. Batiștei 24A sector 2 44.43911°N 26.10536°E | 1900                                                                      |                       | Raportează eroare |
| B-II-m-B-21024                          | Casa Boambã-Rahtivanu                                                 | municipiul București | Str. Batiștei nr. 27 - 27A, sectorul 2 | 1896 L. Schindl                                                           | Alte imagini          | Raportează eroare |
| B-II-m-B-18097                          | Casă                                                                  | municipiul București | Str. Batiștei 39 sector 2 44.43995°N 26.10789°E | 1897-1911                                                                 |                       | Raportează eroare |
| B-II-m-B-18109                          | Fostele grajduri ale Societății Naționale de Îngrijire a Cailor       | municipiul București | Str. Băneasa Ancuța 5 sector 2 | sf. sec. XIX - prima jum. sec. XX                                         | Încarcă foto \| video | Raportează eroare |
| B-II-a-A-18157 (RAN: 179132.127)        | Mănăstirea Mărcuța                                                    | municipiul București | Str. Biserica Mărcuța 8 sector 2 44.4445°N 26.1727°E | sec. XVI - XVIII                                                          |                       | Raportează eroare |
| B-II-m-A-18157.01 (RAN: 179132.127.01)  | Biserica „Sf. Arhangheli Mihail și Gavril”                            | municipiul București | Str. Biserica Mărcuța 8 sector 2 44.4445°N 26.1726°E | 1587, sec. XVI - XVIII                                                    |                       | Raportează eroare |
| B-II-m-A-18157.02                       | Turn clopotniță                                                       | municipiul București | Str. Biserica Mărcuța 8 sector 2 44.44413°N 26.17165°E | sec. XIX                                                                  |                       | Raportează eroare |
| B-II-m-A-18157.03                       | Chilii                                                                | municipiul București | Str. Biserica Mărcuța 8 sector 2 44.44413°N 26.17165°E | sec. XIX                                                                  | Încarcă foto \| video | Raportează eroare |
| B-II-m-B-18176                          | Casă                                                                  | municipiul București | Str. Bocșa 2 sector 2 | sf. sec. XIX - prima jum. sec. XX                                         |                       | Raportează eroare |
| B-II-m-B-18177                          | Casă                                                                  | municipiul București | Str. Bocșa 4 sector 2 | sf. sec. XIX - prima jum. sec. XX                                         | Încarcă foto \| video | Raportează eroare |
| B-II-m-B-18178                          | Casă                                                                  | municipiul București | Str. Bocșa 5 sector 2 | sf. sec. XIX - prima jum. sec. XX                                         |                       | Raportează eroare |
| B-II-m-B-18179                          | Casă de târgoveț                                                      | municipiul București | Str. Bocșa 7 sector 2 | 1815                                                                      |                       | Raportează eroare |
| B-II-m-B-18214                          | Casă                                                                  | municipiul București | Str. Botez Corneliu 3 sector 2 | 1935 Horia Creangă                                                        | Încarcă foto \| video | Raportează eroare |
| B-II-m-B-18215                          | Casă                                                                  | municipiul București | Str. Brădești 3 sector 2 44.45407°N 26.12172°E | înc. sec. XX                                                              |                       | Raportează eroare |
| B-II-m-B-18216                          | Casă                                                                  | municipiul București | Str. Brădești 18 sector 2 44.45452°N 26.12065°E | înc. sec. XX                                                              | Încarcă foto \| video | Raportează eroare |
| B-II-m-B-18217                          | Casă                                                                  | municipiul București | Str. Brădești 21 sector 2 44.45455°N 26.12005°E | înc. sec. XX                                                              | Încarcă foto \| video | Raportează eroare |
| B-II-m-B-18247                          | Casă                                                                  | municipiul București | Str. Burghelea dr. 1 sector 2 | sf. sec. XIX - prima jum. sec. XX                                         | Încarcă foto \| video | Raportează eroare |
| B-II-m-B-18248                          | Casă                                                                  | municipiul București | Str. Burghelea dr. 3 sector 2 | sf. sec. XIX - prima jum. sec. XX                                         | Încarcă foto \| video | Raportează eroare |
| B-II-m-B-18249                          | Casă                                                                  | municipiul București | Str. Burghelea dr. 5 sector 2 | sf. sec. XIX - prima jum. sec. XX                                         |                       | Raportează eroare |
| B-II-m-B-18250                          | Casă                                                                  | municipiul București | Str. Burghelea dr. 13 sector 2 | sf. sec. XIX - prima jum. sec. XX                                         |                       | Raportează eroare |
| B-II-m-B-18251                          | Casă                                                                  | municipiul București | Str. Burghelea dr. 14 sector 2 | sf. sec. XIX - prima jum. sec. XX                                         |                       | Raportează eroare |
| B-II-m-B-18252                          | Casă                                                                  | municipiul București | Str. Burghelea dr. 15 sector 2 | sf. sec. XIX - prima jum. sec. XX                                         |                       | Raportează eroare |
| B-II-m-B-18253                          | Casă                                                                  | municipiul București | Str. Burghelea dr. 16 sector 2 | sf. sec. XIX - prima jum. sec. XX                                         |                       | Raportează eroare |
| B-II-m-B-18254                          | Casă                                                                  | municipiul București | Str. Burghelea dr. 17 sector 2 | sf. sec. XIX - prima jum. sec. XX                                         |                       | Raportează eroare |
| B-II-m-B-18255                          | Casă                                                                  | municipiul București | Str. Burghelea dr. 19 sector 2 | sf. sec. XIX - prima jum. sec. XX                                         |                       | Raportează eroare |
| B-II-m-B-18256                          | Casă                                                                  | municipiul București | Str. Burghelea dr. 22 sector 2 | sf. sec. XIX - prima jum. sec. XX                                         |                       | Raportează eroare |
| B-II-m-B-18265                          | Casă                                                                  | municipiul București | Str. Caimatei 1 sector 2 44.43603°N 26.10753°E | prima jum. sec. XX                                                        |                       | Raportează eroare |
| B-II-m-B-18266                          | Casă                                                                  | municipiul București | Str. Caimatei 2 sector 2 44.4356°N 26.10724°E | prima jum. sec. XX                                                        |                       | Raportează eroare |
| B-II-m-B-18267                          | Casă                                                                  | municipiul București | Str. Caimatei 3 sector 2 44.4362°N 26.10801°E | prima jum. sec. XX                                                        |                       | Raportează eroare |
| B-II-m-B-18268                          | Imobil                                                                | municipiul București | Str. Caimatei 8 sector 2 44.43587°N 26.10762°E | 1935                                                                      |                       | Raportează eroare |
| B-II-m-B-18269                          | Casă                                                                  | municipiul București | Str. Caimatei 10 sector 2 44.43598°N 26.10784°E | 1913-1919                                                                 |                       | Raportează eroare |
| B-II-m-B-18270                          | Casă                                                                  | municipiul București | Str. Caimatei 20 sector 2 44.43622°N 26.10862°E | prima jum. sec. XX                                                        | Încarcă foto \| video | Raportează eroare |
| B-II-m-B-18271                          | Casă                                                                  | municipiul București | Str. Calderon Jean Louis 7-9 sector 2 | sf. sec. XIX                                                              |                       | Raportează eroare |
| B-II-m-B-18272                          | Casă                                                                  | municipiul București | Str. Calderon Jean Louis 16 sector 2 | sf. sec. XIX                                                              | Încarcă foto \| video | Raportează eroare |
| B-II-m-A-21059                          | Imobil                                                                | municipiul București | Str. Calderon Jean Louis 48 sector 2 | 1898                                                                      | Încarcă foto \| video | Raportează eroare |
| B-II-m-A-21060                          | Imobil                                                                | municipiul București | str. J.L. Calderon nr. 50, sector 2 |                                                                           | Încarcă foto \| video | Raportează eroare |
| B-II-a-A-18300                          | Parcul Ioanid                                                         | municipiul București | Piața Cantacuzino Gh. f.n. sector 2 (delimitat de str. Polonă - Bd. Dacia - str. Dumbrava Roșie) | sf. sec. XIX - înc.XX                                                     |                       | Raportează eroare |
| B-II-a-B-18301                          | Grădina Icoanei                                                       | municipiul București | Piața Cantacuzino Gh. f.n. sector 2 (delimitată de str. pictor Arthur Verona - str. D.A. Xenopol - str. dr. Dimitrie Gerota) 44.44364°N 26.10341°E                                                          | sf. sec. XIX - înc.XX                                                     |                       | Raportează eroare |
| B-II-m-B-21065                          | Imobil                                                                | municipiul București | intr. I.L. Caragiale nr. 1, sectorul 2 |                                                                           | Încarcă foto \| video | Raportează eroare |
| B-II-m-B-18308                          | Casă                                                                  | municipiul București | Str. Caragiale I. L. 32 sector 2 44.44235°N 26.10555°E | sf. sec. XIX - prima jum. sec. XX                                         |                       | Raportează eroare |
| B-II-m-B-18314                          | Imobil                                                                | municipiul București | Bd. Carol I 25 sector 2 44.4366°N 26.10761°E | prima jum. sec. XX                                                        |                       | Raportează eroare |
| B-II-m-B-18315                          | Imobil                                                                | municipiul București | Bd. Carol I 27 sector 2 | prima jum. sec. XX                                                        |                       | Raportează eroare |
| B-II-m-B-18316                          | Fostul Hotel Național, azi ASIROM                                     | municipiul București | Bd. Carol I 31-33 sector 2 44.43682°N 26.10871°E | prima jum. sec. XX                                                        |                       | Raportează eroare |
| B-II-m-B-18317                          | Imobil                                                                | municipiul București | Bd. Carol I 37 sector 2 44.43692°N 26.10945°E | prima jum. sec. XX                                                        | Încarcă foto \| video | Raportează eroare |
| B-II-m-B-18318                          | Imobil                                                                | municipiul București | Bd. Carol I 39 sector 2 44.43696°N 26.10967°E | prima jum. sec. XX                                                        |                       | Raportează eroare |
| B-II-a-B-18319                          | Ansamblul Bisericii Armenești                                         | municipiul București | Bd. Carol I 43 sector 2 44.43716°N 26.11076°E | prima jum. sec. XX                                                        | Alte imagini          | Raportează eroare |
| B-II-m-B-18320                          | Biserica Armenească                                                   | municipiul București | Bd. Carol I 43 sector 2 44.43701°N 26.11061°E | 1911 Dimitrie Maimarolu (arhitect)                                        | Alte imagini          | Raportează eroare |
| B-II-m-B-18321                          | Biblioteca Armenească                                                 | municipiul București | Bd. Carol I 43 sector 2 | prima jum. sec. XX                                                        |                       | Raportează eroare |
| B-II-m-B-18322                          | Imobil                                                                | municipiul București | Bd. Carol I 53 sector 2 44.43747°N 26.11246°E | sf. sec. XIX - înc. sec. XX                                               |                       | Raportează eroare |
| B-II-m-B-18323                          | Imobil                                                                | municipiul București | Bd. Carol I 55 sector 2 44.43753°N 26.11274°E | sf. sec. XIX - înc. sec. XX                                               |                       | Raportează eroare |
| B-II-m-B-18324                          | Imobil                                                                | municipiul București | Bd. Carol I 59 sector 2 44.4377°N 26.11344°E | sf. sec. XIX - prima jum. sec. XX                                         |                       | Raportează eroare |
| B-II-m-B-18325                          | Casă                                                                  | municipiul București | Bd. Carol I 64 sector 2 44.43757°N 26.11393°E | înc. sec. XX                                                              |                       | Raportează eroare |
| B-II-m-B-18326                          | Casă                                                                  | municipiul București | Bd. Carol I 66 sector 2 44.43762°N 26.11449°E | înc. sec. XX                                                              | Încarcă foto \| video | Raportează eroare |
| B-II-m-B-18327                          | Imobil                                                                | municipiul București | Bd. Carol I 72 sector 2 44.43774°N 26.11504°E | sf. sec. XIX - prima jum. sec. XX                                         |                       | Raportează eroare |
| B-II-m-B-19947                          | Halele Centrale Obor                                                  | municipiul București | Aleea Câmpul Moșilor 5 sector 2 | 1937-1950                                                                 | Încarcă foto \| video | Raportează eroare |
| B-II-m-B-18433                          | Casă                                                                  | municipiul București | Str. Chiristigiilor 22 sector 2 44.44794°N 26.12845°E | sf. sec. XIX - prima jum. sec. XX                                         | Încarcă foto \| video | Raportează eroare |
| B-II-m-B-18434                          | Imobil                                                                | municipiul București | Str. Chiristigiilor 24 sector 2 44.44799°N 26.1286°E | înc. sec. XX                                                              | Încarcă foto \| video | Raportează eroare |
| B-II-m-A-20964                          | Circul de Stat - pavilionul central                                   | municipiul București | Aleea Circului nr. 15 sector 2 44.45631°N 26.10969°E | 1960-1961 Nicolae Porumbescu, Nicolae Pruncu, Constantin Rulea (arhitect) |                       | Raportează eroare |
| B-II-a-B-18444                          | Parcul Plumbuita                                                      | municipiul București | Șos. Colentina f.n. sector 2 (delimitat de str. Doamna Ghica - Șos. Colentina - str. Fabrica de Gheață - Lacul Plumbuita)                                                                                   | sf. sec. XIX                                                              | Alte imagini          | Raportează eroare |
| B-II-m-B-18492                          | Liceul „Emil Racoviță”                                                | municipiul București | Str. Coravu Ion maior 2 sector 2 | 1940-1946                                                                 | Încarcă foto \| video | Raportează eroare |
| B-II-m-B-18512                          | Casă                                                                  | municipiul București | Str. Cristian Radu 2 sector 2 | 1900                                                                      | Încarcă foto \| video | Raportează eroare |
| B-II-m-B-18513                          | Casă                                                                  | municipiul București | Str. Cristian Radu 3 sector 2 | sf. sec. XIX - prima jum. sec. XX                                         | Încarcă foto \| video | Raportează eroare |
| B-II-m-B-18514                          | Imobil                                                                | municipiul București | Str. Cristian Radu 5 sector 2 | înc. sec. XX                                                              | Încarcă foto \| video | Raportează eroare |
| B-II-m-B-18515                          | Casa arh. Arghir Culina                                               | municipiul București | Str. Cristian Radu 7 sector 2 | sf. sec. XIX - prima jum. sec. XX                                         | Încarcă foto \| video | Raportează eroare |
| B-II-m-B-18516                          | Casă                                                                  | municipiul București | Str. Cristian Radu 8 sector 2 | sf. sec. XIX - prima jum. sec. XX                                         | Încarcă foto \| video | Raportează eroare |
| B-II-a-B-18523                          | Ansamblul de arhitectură „Bd. Dacia”                                  | municipiul București | Bd. Dacia, între str. Polonă și str. Aurel Vlaicu, între str. Aurel Vlaicu și str. Icoanei sector 2 44.44638°N 26.10384°E                                                                                   | sf. sec. XIX - înc. sec. XX                                               |                       | Raportează eroare |
| B-II-m-B-18529                          | Casă                                                                  | municipiul București | Bd. Dacia 62 sector 2 44.44625°N 26.10595°E | prima jum. sec. XX                                                        |                       | Raportează eroare |
| B-II-m-B-18533                          | Imobil                                                                | municipiul București | Bd. Dacia 72 sector 2 44.4461°N 26.10733°E | prima jum. sec. XX                                                        | Încarcă foto \| video | Raportează eroare |
| B-II-m-B-18534                          | Imobil                                                                | municipiul București | Bd. Dacia 74 sector 2 44.44608°N 26.10748°E | prima jum. sec. XX                                                        |                       | Raportează eroare |
| B-II-m-B-18536                          | Casa Cihoski                                                          | municipiul București | Bd. Dacia 76-78 sector 2 | prima jum. sec. XX                                                        |                       | Raportează eroare |
| B-II-m-B-18538                          | Imobil                                                                | municipiul București | Bd. Dacia 82 sector 2 44.44597°N 26.10851°E | prima jum. sec. XX                                                        |                       | Raportează eroare |
| B-II-m-B-18540                          | Imobil                                                                | municipiul București | Bd. Dacia 84 sector 2 44.44593°N 26.1087°E | prima jum. sec. XX                                                        |                       | Raportează eroare |
| B-II-m-B-18541                          | Imobil                                                                | municipiul București | Bd. Dacia 85 sector 2 44.44631°N 26.10632°E | prima jum. sec. XX                                                        | Încarcă foto \| video | Raportează eroare |
| B-II-m-B-18543                          | Imobil                                                                | municipiul București | Bd. Dacia 86 sector 2 44.44591°N 26.10889°E | prima jum. sec. XX                                                        |                       | Raportează eroare |
| B-II-m-B-18542                          | Casă                                                                  | municipiul București | Bd. Dacia 87 sector 2 44.4463°N 26.10654°E | sf. sec. XIX                                                              | Încarcă foto \| video | Raportează eroare |
| B-II-m-B-18544                          | Imobil                                                                | municipiul București | Bd. Dacia 89 sector 2 44.44629°N 26.10667°E | prima jum. sec. XX                                                        | Încarcă foto \| video | Raportează eroare |
| B-II-m-B-18545                          | Imobil                                                                | municipiul București | Bd. Dacia 91 sector 2 44.44627°N 26.10687°E | prima jum. sec. XX                                                        |                       | Raportează eroare |
| B-II-m-B-18546                          | Imobil                                                                | municipiul București | Bd. Dacia 95 sector 2 44.44623°N 26.10736°E | prima jum. sec. XX                                                        |                       | Raportează eroare |
| B-II-m-B-18547                          | Imobil                                                                | municipiul București | Bd. Dacia 96 sector 2 44.44564°N 26.11011°E | prima jum. sec. XX                                                        | Încarcă foto \| video | Raportează eroare |
| B-II-m-B-18548                          | Imobil                                                                | municipiul București | Bd. Dacia 101 sector 2 44.44613°N 26.10836°E | 1900                                                                      |                       | Raportează eroare |
| B-II-m-B-18549                          | Imobil                                                                | municipiul București | Bd. Dacia 103 sector 2 44.44608°N 26.10863°E | prima jum. sec. XX                                                        |                       | Raportează eroare |
| B-II-m-B-18550                          | Muzeul C. C. și C. A. Nottara                                         | municipiul București | Bd. Dacia 105 sector 2 44.44618°N 26.10842°E | prima jum. sec. XX                                                        |                       | Raportează eroare |
| B-II-m-B-18551                          | Casă                                                                  | municipiul București | Bd. Dacia 107 sector 2 44.44599°N 26.10919°E | prima jum. sec. XX                                                        |                       | Raportează eroare |
| B-II-m-B-18552                          | Liceul „Dimitrie Cantemir“                                            | municipiul București | Bd. Dacia 117 sector 2 44.44551°N 26.11277°E | 1925 Virginia Andreescu Haret (arhitect)                                  |                       | Raportează eroare |
| B-II-m-A-21053                          | Imobil                                                                | municipiul București | Str. Dianei 9 sector 2 44.43772°N 26.10612°E | 1907 - 1911                                                               | Încarcă foto \| video | Raportează eroare |
| B-II-a-A-18582                          | Ansamblul Palatul Ghica - Tei                                         | municipiul București | Str. Doamna Ghica 3-5 sector 2 44.46564°N 26.12896°E | înc. sec. XIX - XX Xavier Villacrosse (arhitect)                          | Alte imagini          | Raportează eroare |
| B-II-m-A-18582.02 (RAN: 179132.129)     | Biserica „Înălțarea Domnului” - Ghica - Tei                           | municipiul București | Str. Doamna Ghica 3 sector 2 44.4667°N 26.1283°E | mijl. sec. XVIII - XIX                                                    | Alte imagini          | Raportează eroare |
| B-II-m-A-18582.01                       | Palatul Grigore Ghica - Tei                                           | municipiul București | Str. Doamna Ghica 5 sector 2 44.46564°N 26.12896°E | 1822 Xavier Villacrosse                                                   |                       | Raportează eroare |
| B-II-m-B-18610                          | Casa Av. Lenș                                                         | municipiul București | Str. Donici Alexandru 23 sector 2 | 1892                                                                      | Încarcă foto \| video | Raportează eroare |
| B-II-m-B-18611                          | Casa G-ral Lahovary                                                   | municipiul București | Str. Donici Alexandru 28 sector 2 | sf. sec. XIX                                                              | Încarcă foto \| video | Raportează eroare |
| B-II-m-B-18612                          | Casa Pan Halipa                                                       | municipiul București | Str. Donici Alexandru 32 sector 2 | sf. sec. XIX                                                              | Încarcă foto \| video | Raportează eroare |
| B-II-m-B-18613                          | Casa Elie Radu                                                        | municipiul București | Str. Donici Alexandru 40 sector 2 44.44419°N 26.10851°E | sf. sec. XIX Giulio Magni (arhitect)                                      | Alte imagini          | Raportează eroare |
| B-II-m-B-18618                          | Casă                                                                  | municipiul București | Str. Drobeta 11 sector 2 44.44686°N 26.10691°E | sf. sec. XIX - prima jum. sec. XX                                         | Încarcă foto \| video | Raportează eroare |
| B-II-a-B-18650                          | Ansamblul de arhitectură „Str. Dumbrava Roșie nr. 1-11; 2-16”         | municipiul București | Str. Dumbrava Roșie sector 2 | sf. sec. XIX - înc. sec. XX                                               | Încarcă foto \| video | Raportează eroare |
| B-II-m-B-18651                          | Casă                                                                  | municipiul București | Str. Dumbrava Roșie 1 sector 2 44.44468°N 26.10408°E | sf. sec. XIX - prima jum. sec. XX                                         |                       | Raportează eroare |
| B-II-m-B-18652                          | Casă                                                                  | municipiul București | Str. Dumbrava Roșie 2 sector 2 44.44456°N 26.10448°E | sf. sec. XIX - prima jum. sec. XX                                         |                       | Raportează eroare |
| B-II-m-B-18653                          | Casă                                                                  | municipiul București | Str. Dumbrava Roșie 3 sector 2 44.44478°N 26.10435°E | sf. sec. XIX - prima jum. sec. XX                                         |                       | Raportează eroare |
| B-II-m-B-18654                          | Casă                                                                  | municipiul București | Str. Dumbrava Roșie 4 sector 2 44.44461°N 26.1047°E | sf. sec. XIX - prima jum. sec. XX                                         |                       | Raportează eroare |
| B-II-m-B-18655                          | Casă                                                                  | municipiul București | Str. Dumbrava Roșie 5 sector 2 44.44488°N 26.10459°E | sf. sec. XIX - prima jum. sec. XX                                         |                       | Raportează eroare |
| B-II-m-B-18656                          | Casă                                                                  | municipiul București | Str. Dumbrava Roșie 6 sector 2 44.44466°N 26.10496°E | sf. sec. XIX - prima jum. sec. XX                                         |                       | Raportează eroare |
| B-II-m-B-18657                          | Casă                                                                  | municipiul București | Str. Dumbrava Roșie 7 sector 2 44.44492°N 26.10536°E | sf. sec. XIX - prima jum. sec. XX                                         |                       | Raportează eroare |
| B-II-m-B-18658                          | Casă                                                                  | municipiul București | Str. Dumbrava Roșie 8 sector 2 44.44474°N 26.10526°E | sf. sec. XIX - prima jum. sec. XX                                         |                       | Raportează eroare |
| B-II-m-B-18659                          | Casă                                                                  | municipiul București | Str. Dumbrava Roșie 9 sector 2 44.44501°N 26.10565°E | sf. sec. XIX - prima jum. sec. XX                                         |                       | Raportează eroare |
| B-II-m-B-18660                          | Casă                                                                  | municipiul București | Str. Dumbrava Roșie 10 sector 2 44.4448°N 26.10558°E | sf. sec. XIX - prima jum. sec. XX                                         |                       | Raportează eroare |
| B-II-m-B-18661                          | Casă                                                                  | municipiul București | Str. Dumbrava Roșie 11 sector 2 44.44506°N 26.10542°E | sf. sec. XIX - prima jum. sec. XX                                         |                       | Raportează eroare |
| B-II-m-B-18662                          | Casă                                                                  | municipiul București | Str. Dumbrava Roșie 12 sector 2 44.44487°N 26.10594°E | sf. sec. XIX - prima jum. sec. XX                                         |                       | Raportează eroare |
| B-II-m-B-18663                          | Casă                                                                  | municipiul București | Str. Dumbrava Roșie 14 sector 2 44.44495°N 26.10623°E | sf. sec. XIX - prima jum. sec. XX                                         |                       | Raportează eroare |
| B-II-m-B-18664                          | Casă                                                                  | municipiul București | Str. Dumbrava Roșie 16 sector 2 44.44526°N 26.10723°E | sf. sec. XIX - prima jum. sec. XX                                         |                       | Raportează eroare |
| B-II-m-B-18665                          | Casă                                                                  | municipiul București | Str. Dumbrava Roșie 26 sector 2 44.4455°N 26.10833°E | sf. sec. XIX - prima jum. sec. XX                                         |                       | Raportează eroare |
| B-II-m-B-18693                          | Casă (fără corpul secundar)                                           | municipiul București | Str. Eminescu Mihai 93 sector 2 44.44723°N 26.10905°E | prima jum. sec. XX                                                        |                       | Raportează eroare |
| B-II-m-B-18694                          | Casă                                                                  | municipiul București | Str. Eminescu Mihai 97 sector 2 44.44731°N 26.10946°E | sf. sec. XIX - prima jum. sec. XX                                         |                       | Raportează eroare |
| B-II-m-B-18695                          | Imobil                                                                | municipiul București | Str. Eminescu Mihai 103 sector 2 | prima jum. sec. XX                                                        | Încarcă foto \| video | Raportează eroare |
| B-II-m-B-18696                          | Casa D. Panaitescu-Perpessicius                                       | municipiul București | Str. Eminescu Mihai 122 sector 2 44.44767°N 26.10757°E | sec. XX                                                                   |                       | Raportează eroare |
| B-II-m-B-18697                          | Casă                                                                  | municipiul București | Str. Eminescu Mihai 134 sector 2 44.44712°N 26.1086°E | sf. sec. XIX - prima jum. sec. XX                                         |                       | Raportează eroare |
| B-II-m-B-18698                          | Casă                                                                  | municipiul București | Str. Eminescu Mihai 136 sector 2 44.44709°N 26.10881°E | sf. sec. XIX - prima jum. sec. XX                                         |                       | Raportează eroare |
| B-II-m-B-18699                          | Casă                                                                  | municipiul București | Str. Eminescu Mihai 138 sector 2 44.44704°N 26.10909°E | sf. sec. XIX - prima jum. sec. XX                                         |                       | Raportează eroare |
| B-II-m-B-18700                          | Casă                                                                  | municipiul București | Str. Eminescu Mihai 144 sector 2 | sf. sec. XIX - prima jum. sec. XX                                         | Încarcă foto \| video | Raportează eroare |
| B-II-m-B-18701                          | Casa Henrieta Delavrancea - Gibory                                    | municipiul București | Str. Eminescu Mihai 149 sector 2 44.44647°N 26.11486°E | prima jum. sec. XX                                                        |                       | Raportează eroare |
| B-II-m-B-18704                          | Casă                                                                  | municipiul București | Str. Episcopul Radu 29 sector 2 44.4462°N 26.1194°E | sf. sec. XIX,1933                                                         |                       | Raportează eroare |
| B-II-m-B-18705                          | Casă de birjar                                                        | municipiul București | Str. Episcopul Radu 53-55 sector 2 44.4473°N 26.1211°E | sf. sec. XIX                                                              |                       | Raportează eroare |
| B-II-a-B-21033                          | Muzeul Aviației                                                       | municipiul București | str. Fabrica de Glucoza nr. 2-4, sectorul 2 44.4769°N 26.1108°E | prima jum. sec. XX                                                        |                       | Raportează eroare |
| B-II-m-B-21033.01                       | Clădirea administrativă                                               | municipiul București | Str. Fabrica de Glucoză 2-4 sector 2 | cca. 1920                                                                 | Încarcă foto \| video | Raportează eroare |
| B-II-m-B-21033.02                       | Clădirea principală a muzeului                                        | municipiul București | Str. Fabrica de Glucoză 2-4 sector 2 | prima jum. sec. XX                                                        | Încarcă foto \| video | Raportează eroare |
| B-II-m-B-21033.03                       | Biblioteca                                                            | municipiul București | Str. Fabrica de Glucoză 2-4 sector 2 | anii '30 ai sec. XX                                                       | Încarcă foto \| video | Raportează eroare |
| B-II-m-B-21033.04                       | Hangarul nr. 2                                                        | municipiul București | Str. Fabrica de Glucoză 2-4 sector 2 | anii '30 ai sec. XX                                                       | Încarcă foto \| video | Raportează eroare |
| B-II-m-B-21033.05                       | Hangarul nr. 3                                                        | municipiul București | Str. Fabrica de Glucoză 2-4 sector 2 | anii '20 ai sec. XX                                                       | Încarcă foto \| video | Raportează eroare |
| B-II-m-B-18718                          | Casă                                                                  | municipiul București | Bd. Ferdinand I 3 sector 2 44.4385°N 26.11703°E | prima jum. sec. XX                                                        |                       | Raportează eroare |
| B-II-m-B-18719                          | Casa Maria Budișteanu                                                 | municipiul București | Bd. Ferdinand I 13 sector 2 44.43891°N 26.11796°E | 1897                                                                      |                       | Raportează eroare |
| B-II-m-B-18720                          | Casa Flechtenmacher                                                   | municipiul București | Bd. Ferdinand I 15 sector 2 44.43903°N 26.11824°E | 1897                                                                      |                       | Raportează eroare |
| B-II-m-B-18721                          | Casă                                                                  | municipiul București | Bd. Ferdinand I 31 sector 2 44.44004°N 26.12051°E | sf. sec. XIX                                                              | Încarcă foto \| video | Raportează eroare |
| B-II-m-B-18722                          | Foișorul de Foc                                                       | municipiul București | Bd. Ferdinand I 33 sector 2 44.44026°N 26.12077°E | 1889 George Mandrea (arhitect), Elie Radu (inginer)                       | Alte imagini          | Raportează eroare |
| B-II-m-B-18723                          | Administrația Financiară Sector 2                                     | municipiul București | Bd. Ferdinand I 89A sector 2 44.4429°N 26.1272°E | prima jum. sec. XX                                                        |                       | Raportează eroare |
| B-II-m-B-18728                          | Casa dr. Petrini-Galați                                               | municipiul București | Str. Filipescu Nicolae 31 sector 2 | sf. sec. XIX                                                              | Încarcă foto \| video | Raportează eroare |
| B-II-m-B-18729                          | Casă                                                                  | municipiul București | Str. Filipescu Nicolae 45 sector 2 | sf. sec. XIX                                                              | Încarcă foto \| video | Raportează eroare |
| B-II-m-B-18730                          | Casă                                                                  | municipiul București | Str. Filipescu Nicolae 61 sector 2 | sf. sec. XIX                                                              | Încarcă foto \| video | Raportează eroare |
| B-II-m-B-18801                          | Gara Obor                                                             | municipiul București | Bd. Gara Obor 1-3 sector 2 44.4486°N 26.1406°E | prima jum. sec. XX                                                        |                       | Raportează eroare |
| B-II-m-B-18804                          | Casă                                                                  | municipiul București | Str. Georgescu Mihail dr. 9 sector 2 | 1910                                                                      |                       | Raportează eroare |
| B-II-m-B-18805                          | Casă                                                                  | municipiul București | Str. Georgescu Mihail dr. 10 sector 2 | 1895                                                                      |                       | Raportează eroare |
| B-II-m-B-18806                          | Casă                                                                  | municipiul București | Str. Georgescu Mihail dr. 11 sector 2 | 1910                                                                      |                       | Raportează eroare |
| B-II-m-B-18807                          | Casă                                                                  | municipiul București | Str. Georgescu Mihail dr. 20 sector 2 | sf. sec. XIX - prima jum. sec. XX                                         |                       | Raportează eroare |
| B-II-m-B-18808                          | Casă                                                                  | municipiul București | Str. Georgescu Mihail dr. 21 sector 2 | sf. sec. XIX - prima jum. sec. XX                                         |                       | Raportează eroare |
| B-II-m-B-18809                          | Casă                                                                  | municipiul București | Str. Georgescu Mihail dr. 23 sector 2 | sf. sec. XIX - prima jum. sec. XX                                         |                       | Raportează eroare |
| B-II-m-B-18810                          | Casă                                                                  | municipiul București | Str. Georgescu Mihail dr. 24 sector 2 | sf. sec. XIX - prima jum. sec. XX                                         |                       | Raportează eroare |
| B-II-m-B-18816                          | Casă                                                                  | municipiul București | Bd. Ghica Tei 67-69 sector 2 | sf. sec. XIX - prima jum. sec. XX                                         | Încarcă foto \| video | Raportează eroare |
| B-II-m-B-18817                          | Casă                                                                  | municipiul București | Bd. Ghica Tei 77 sector 2 44.4603°N 26.12006°E | sf. sec. XIX - prima jum. sec. XX                                         |                       | Raportează eroare |
| B-II-m-B-18818                          | Casă                                                                  | municipiul București | Bd. Ghica Tei 125 sector 2 44.46149°N 26.12346°E | sf. sec. XIX - prima jum. sec. XX                                         |                       | Raportează eroare |
| B-II-m-B-18820                          | Casă                                                                  | municipiul București | Bd. Ghica Tei 127 sector 2 44.46161°N 26.12384°E | sf. sec. XIX - prima jum. sec. XX                                         |                       | Raportează eroare |
| B-II-m-B-18902                          | Casă                                                                  | municipiul București | Str. Halmeu 1 sector 2 44.45431°N 26.12221°E | prima jum. sec. XX                                                        | Încarcă foto \| video | Raportează eroare |
| B-II-m-B-18903                          | Casă                                                                  | municipiul București | Str. Halmeu 5 sector 2 44.45413°N 26.12212°E | prima jum. sec. XX                                                        | Încarcă foto \| video | Raportează eroare |
| B-II-m-B-18904                          | Casă                                                                  | municipiul București | Str. Halmeu 7 sector 2 44.45405°N 26.12207°E | prima jum. sec. XX                                                        | Încarcă foto \| video | Raportează eroare |
| B-II-m-B-18905                          | Casă                                                                  | municipiul București | Str. Halmeu 11-13 sector 2 | prima jum. sec. XX                                                        | Încarcă foto \| video | Raportează eroare |
| B-II-m-B-18906                          | Casă                                                                  | municipiul București | Str. Halmeu 17 sector 2 44.45374°N 26.12188°E | prima jum. sec. XX                                                        | Încarcă foto \| video | Raportează eroare |
| B-II-m-B-18907                          | Casă                                                                  | municipiul București | Str. Halmeu 25 sector 2 44.45337°N 26.12162°E | prima jum. sec. XX                                                        | Încarcă foto \| video | Raportează eroare |
| B-II-m-B-18923                          | Casă                                                                  | municipiul București | Șos. Iancului 3 sector 2 44.44157°N 26.13469°E | prima jum. sec. XX                                                        |                       | Raportează eroare |
| B-II-m-A-18924                          | Școala Centrală                                                       | municipiul București | Str. Icoanei 3-5 sector 2 44.44326°N 26.10554°E | 1890                                                                      | Alte imagini          | Raportează eroare |
| B-II-m-B-18925 (RAN: 179132.81)         | Biserica „Adormirea Maicii Domnului” - Icoanei                        | municipiul București | Str. Icoanei 12 sector 2 44.44302°N 26.10554°E | 1784-1785                                                                 | Alte imagini          | Raportează eroare |
| B-II-m-B-20995                          | Casa Dr. Gh. Nanu                                                     | municipiul București | Str. Icoanei 50A sector 2 44.44543°N 26.10933°E |                                                                           | Încarcă foto \| video | Raportează eroare |
| B-II-m-B-18926                          | Imobil                                                                | municipiul București | Str. Icoanei 56 sector 2 44.44716°N 26.11027°E | prima jum. sec. XX                                                        |                       | Raportează eroare |
| B-II-m-B-18927                          | Imobil                                                                | municipiul București | Str. Icoanei 57 sector 2 44.44731°N 26.10997°E | prima jum. sec. XX                                                        |                       | Raportează eroare |
| B-II-m-B-18928                          | Imobil                                                                | municipiul București | Str. Icoanei 58 sector 2 44.4474°N 26.1103°E | prima jum. sec. XX                                                        |                       | Raportează eroare |
| B-II-m-B-18929                          | Imobil                                                                | municipiul București | Str. Icoanei 60 sector 2 44.44769°N 26.11032°E | prima jum. sec. XX                                                        |                       | Raportează eroare |
| B-II-m-B-18930                          | Casă                                                                  | municipiul București | Str. Icoanei 62 sector 2 44.44769°N 26.11032°E | sf. sec. XIX                                                              | Alte imagini          | Raportează eroare |
| B-II-m-B-18931                          | Casă                                                                  | municipiul București | Str. Icoanei 63 sector 2 44.44777°N 26.11003°E | sf. sec. XIX                                                              | Alte imagini          | Raportează eroare |
| B-II-m-B-18932                          | Casă                                                                  | municipiul București | Str. Icoanei 64 sector 2 44.44769°N 26.11032°E | sf. sec. XIX                                                              | Alte imagini          | Raportează eroare |
| B-II-m-B-18933 (RAN: 179132.63)         | Biserica Dichiu - Tichirlești                                         | municipiul București | Str. Icoanei 72 sector 2 44.44756°N 26.11051°E | 1773                                                                      | Alte imagini          | Raportează eroare |
| B-II-m-B-18934                          | Imobil                                                                | municipiul București | Str. Icoanei 80 sector 2 44.44854°N 26.11058°E | sf. sec. XIX                                                              | Încarcă foto \| video | Raportează eroare |
| B-II-m-B-18950                          | Casă                                                                  | municipiul București | Str. Ionescu Grigore, arh. 34 sector 2 | sf. sec. XIX - înc. sec. XX                                               |                       | Raportează eroare |
| B-II-m-B-18951                          | Casă                                                                  | municipiul București | Str. Ionescu Grigore, arh. 40 sector 2 | sf. sec. XIX - înc. sec. XX                                               |                       | Raportează eroare |
| B-II-m-B-18952                          | Casă                                                                  | municipiul București | Str. Ionescu Grigore, arh. 52 sector 2 | sf. sec. XIX - înc. sec. XX                                               | Încarcă foto \| video | Raportează eroare |
| B-II-m-B-18953                          | Casa Tache Ionescu                                                    | municipiul București | Str. Ionescu Tache 25 sector 2 | sf. sec. XIX                                                              | Alte imagini          | Raportează eroare |
| B-II-m-B-18967                          | Casă                                                                  | municipiul București | Str. Ispravnicului 31 sector 2 44.45733°N 26.11902°E | prima jum. sec. XX                                                        | Încarcă foto \| video | Raportează eroare |
| B-II-m-B-18968                          | Casă                                                                  | municipiul București | Str. Ispravnicului 39 sector 2 44.45731°N 26.11954°E | prima jum. sec. XX                                                        |                       | Raportează eroare |
| B-II-m-B-18969                          | Casă                                                                  | municipiul București | Str. Italiană 3 sector 2 | sec. XIX                                                                  | Încarcă foto \| video | Raportează eroare |
| B-II-m-B-18970                          | Casă                                                                  | municipiul București | Str. Italiană 21 sector 2 44.43829°N 26.10625°E | sec. XIX                                                                  | Încarcă foto \| video | Raportează eroare |
| B-II-m-B-18975                          | Casă                                                                  | municipiul București | Str. Kirițescu Constantin 6 sector 2 | sf. sec. XIX - prima jum. sec. XX                                         | Încarcă foto \| video | Raportează eroare |
| B-II-m-B-18976                          | Casă                                                                  | municipiul București | Str. Kirițescu Constantin 10-12 sector 2 | sf. sec. XIX - prima jum. sec. XX                                         |                       | Raportează eroare |
| B-II-m-B-18977                          | Casă                                                                  | municipiul București | Str. Kirițescu Constantin 11 sector 2, Str. Popa Soare 60 bis sector 2 | sf. sec. XIX - prima jum. sec. XX                                         |                       | Raportează eroare |
| B-II-m-B-18978                          | Casă                                                                  | municipiul București | Str. Kirițescu Constantin 15 sector 2 | sf. sec. XIX - prima jum. sec. XX                                         |                       | Raportează eroare |
| B-II-m-B-18979                          | Casă                                                                  | municipiul București | Str. Kirițescu Constantin 16 sector 2 | sf. sec. XIX - prima jum. sec. XX                                         |                       | Raportează eroare |
| B-II-m-B-18980                          | Casă                                                                  | municipiul București | Str. Kirițescu Constantin 21 sector 2 | sf. sec. XIX - prima jum. sec. XX                                         |                       | Raportează eroare |
| B-II-m-B-18981                          | Casa Constantin Kirițescu                                             | municipiul București | Str. Kirițescu Constantin 41 sector 2 | sf. sec. XIX - prima jum. sec. XX                                         |                       | Raportează eroare |
| B-II-m-B-19006                          | Casă                                                                  | municipiul București | Str. Lacul Gorgova 2 sector 2 | 1895                                                                      | Încarcă foto \| video | Raportează eroare |
| B-II-m-B-19010                          | Casa Ev. și H. Gheorghieff                                            | municipiul București | Str. Lascăr Vasile 32 sector 2 44.43899°N 26.10822°E | 1890                                                                      | Încarcă foto \| video | Raportează eroare |
| B-II-m-B-19012                          | Casa Dumitru Stoenescu                                                | municipiul București | Str. Lascăr Vasile 34 sector 2 44.43922°N 26.10825°E | 1928                                                                      |                       | Raportează eroare |
| B-II-m-B-19011                          | Imobil cu farmacie                                                    | municipiul București | Str. Lascăr Vasile 76 sector 2 | sf. sec. XIX - prima jum. sec. XX                                         |                       | Raportează eroare |
| B-II-m-B-19057                          | Casa Ion Țuculescu                                                    | municipiul București | Str. Lizeanu 5 sector 2 44.45251°N 26.12006°E | sf. sec. XIX - prima jum. sec. XX                                         | Încarcă foto \| video | Raportează eroare |
| B-II-m-B-19058                          | Casă                                                                  | municipiul București | Str. Lizeanu 13 sector 2 44.45277°N 26.12018°E | sf. sec. XIX - prima jum. sec. XX                                         |                       | Raportează eroare |
| B-II-m-B-19059                          | Casă                                                                  | municipiul București | Str. Lizeanu 14 sector 2 44.45273°N 26.1203°E | sf. sec. XIX - prima jum. sec. XX                                         |                       | Raportează eroare |
| B-II-m-B-19060                          | Casă                                                                  | municipiul București | Str. Lizeanu 17 sector 2 44.45312°N 26.12036°E | sf. sec. XIX - prima jum. sec. XX                                         |                       | Raportează eroare |
| B-II-m-B-19061                          | Casă                                                                  | municipiul București | Str. Lizeanu 19 sector 2 44.45319°N 26.12039°E | sf. sec. XIX - prima jum. sec. XX                                         |                       | Raportează eroare |
| B-II-m-B-19062                          | Casă                                                                  | municipiul București | Str. Lizeanu 20 sector 2 44.45306°N 26.12046°E | sf. sec. XIX - prima jum. sec. XX                                         |                       | Raportează eroare |
| B-II-m-B-19063                          | Casă                                                                  | municipiul București | Str. Lizeanu 21 sector 2 44.45335°N 26.12044°E | sf. sec. XIX - prima jum. sec. XX                                         |                       | Raportează eroare |
| B-II-m-B-19064                          | Casă                                                                  | municipiul București | Str. Lizeanu 22-24 sector 2 | sf. sec. XIX - prima jum. sec. XX                                         |                       | Raportează eroare |
| B-II-m-B-19065                          | Casă                                                                  | municipiul București | Str. Lizeanu 25 sector 2 44.45376°N 26.12063°E | sf. sec. XIX - prima jum. sec. XX                                         |                       | Raportează eroare |
| B-II-m-B-19066                          | Casă                                                                  | municipiul București | Str. Lizeanu 30 sector 2 44.45378°N 26.12079°E | sf. sec. XIX - prima jum. sec. XX                                         | Încarcă foto \| video | Raportează eroare |
| B-II-m-B-19067                          | Casă                                                                  | municipiul București | Str. Lizeanu 35 sector 2 44.45449°N 26.1209°E | sf. sec. XIX - prima jum. sec. XX                                         | Încarcă foto \| video | Raportează eroare |
| B-II-m-B-19068                          | Casă                                                                  | municipiul București | Str. Lizeanu 37 sector 2 44.4548°N 26.121°E | sf. sec. XIX - prima jum. sec. XX                                         |                       | Raportează eroare |
| B-II-m-B-19069                          | Casă                                                                  | municipiul București | Str. Lizeanu 39 sector 2 44.45489°N 26.12102°E | sf. sec. XIX - prima jum. sec. XX                                         |                       | Raportează eroare |
| B-II-m-B-19070                          | Casă                                                                  | municipiul București | Str. Lizeanu 40 sector 2 44.45462°N 26.12112°E | sf. sec. XIX - prima jum. sec. XX                                         |                       | Raportează eroare |
| B-II-m-B-19071                          | Casă                                                                  | municipiul București | Str. Lizeanu 46 sector 2 | sf. sec. XIX - prima jum. sec. XX                                         | Încarcă foto \| video | Raportează eroare |
| B-II-m-B-19072                          | Biserica „Sf. Nicolae, Sf. Spiridon” - Popa Chițu                     | municipiul București | Str. Logofătul Luca Stroici 33A sector 2 44.44244°N 26.11141°E | 1879-1935, sec. XVIII - înc. sec. XIX                                     | Alte imagini          | Raportează eroare |
| B-II-m-B-19118                          | Casă                                                                  | municipiul București | Str. Maica Domnului 6 sector 2 44.45706°N 26.12078°E | sf. sec. XIX - prima jum. sec. XX                                         | Încarcă foto \| video | Raportează eroare |
| B-II-m-B-19119                          | Casă                                                                  | municipiul București | Str. Maica Domnului 11 sector 2 44.45685°N 26.12049°E | sf. sec. XIX - prima jum. sec. XX                                         |                       | Raportează eroare |
| B-II-m-B-19121                          | Casă                                                                  | municipiul București | Str. Maica Domnului 19 sector 2 44.45747°N 26.12028°E | sf. sec. XIX - prima jum. sec. XX                                         |                       | Raportează eroare |
| B-II-m-B-19122                          | Casă                                                                  | municipiul București | Str. Maica Domnului 21-23 sector 2 | sf. sec. XIX - prima jum. sec. XX                                         | Încarcă foto \| video | Raportează eroare |
| B-II-m-B-19123                          | Casă                                                                  | municipiul București | Str. Maica Domnului 29 sector 2 44.45822°N 26.12009°E | sf. sec. XIX - prima jum. sec. XX                                         | Încarcă foto \| video | Raportează eroare |
| B-II-m-B-19124                          | Casă                                                                  | municipiul București | Str. Maica Domnului 49 sector 2 44.46001°N 26.11958°E | sf. sec. XIX - prima jum. sec. XX                                         | Încarcă foto \| video | Raportează eroare |
| B-II-m-B-19125                          | Casă                                                                  | municipiul București | Str. Maica Domnului 49B sector 2 44.46001°N 26.11958°E | sf. sec. XIX - prima jum. sec. XX                                         | Încarcă foto \| video | Raportează eroare |
| B-II-m-B-19126                          | Casă                                                                  | municipiul București | Str. Maica Domnului 49 bis sector 2 44.46001°N 26.11958°E | sf. sec. XIX - prima jum. sec. XX                                         | Încarcă foto \| video | Raportează eroare |
| B-II-m-B-19127                          | Casă                                                                  | municipiul București | Str. Maica Domnului 51 sector 2 44.46021°N 26.11954°E | sf. sec. XIX - prima jum. sec. XX                                         | Încarcă foto \| video | Raportează eroare |
| B-II-m-B-19128                          | Casă                                                                  | municipiul București | Str. Maica Domnului 63 sector 2 44.46137°N 26.11914°E | sf. sec. XIX - prima jum. sec. XX                                         | Încarcă foto \| video | Raportează eroare |
| B-II-m-B-19154                          | Casă                                                                  | municipiul București | Str. Masaryk Thomas 25 sector 2 44.44101°N 26.1077°E | sf. sec. XIX - prima jum. sec. XX                                         |                       | Raportează eroare |
| B-II-m-B-19155                          | Casă                                                                  | municipiul București | Str. Masaryk Thomas 26 sector 2 | 1913                                                                      | Încarcă foto \| video | Raportează eroare |
| B-II-m-B-19156                          | Casa Prof. dr. Gh. Marinescu                                          | municipiul București | Str. Masaryk Thomas 27 sector 2 44.44097°N 26.10794°E | sf. sec. XIX - prima jum. sec. XX                                         |                       | Raportează eroare |
| B-II-m-B-19157                          | Casă                                                                  | municipiul București | Str. Masaryk Thomas 28 sector 2 | sf. sec. XIX - prima jum. sec. XX                                         | Încarcă foto \| video | Raportează eroare |
| B-II-m-B-19158                          | Casă                                                                  | municipiul București | Str. Masaryk Thomas 29 sector 2 44.44091°N 26.10821°E | sf. sec. XIX - prima jum. sec. XX                                         |                       | Raportează eroare |
| B-II-m-B-19159                          | Casă                                                                  | municipiul București | Str. Masaryk Thomas 34 sector 2 | sf. sec. XIX - prima jum. sec. XX                                         | Încarcă foto \| video | Raportează eroare |
| B-II-m-B-19161                          | Casă                                                                  | municipiul București | Str. Mașina de Pâine 47 sector 2 44.45419°N 26.12542°E | sf. sec. XIX - prima jum. sec. XX                                         | Încarcă foto \| video | Raportează eroare |
| B-II-m-B-19162                          | Casă                                                                  | municipiul București | Str. Mașina de Pâine 135 sector 2 | sf. sec. XIX - prima jum. sec. XX                                         | Încarcă foto \| video | Raportează eroare |
| B-II-m-B-19163                          | Casă                                                                  | municipiul București | Str. Matei Voievod 22A sector 2 44.43834°N 26.12549°E | sf. sec. XIX - prima jum. sec. XX                                         |                       | Raportează eroare |
| B-II-m-B-19164                          | Casă                                                                  | municipiul București | Str. Matei Voievod 31 sector 2 44.43835°N 26.12626°E | sf. sec. XIX                                                              | Încarcă foto \| video | Raportează eroare |
| B-II-m-B-19165                          | Casă                                                                  | municipiul București | Str. Matei Voievod 32 sector 2 44.43816°N 26.12646°E | sf. sec. XIX - prima jum. sec. XX                                         |                       | Raportează eroare |
| B-II-m-B-19166                          | Casă                                                                  | municipiul București | Str. Matei Voievod 33A sector 2 44.43831°N 26.12649°E | sf. sec. XIX - prima jum. sec. XX                                         |                       | Raportează eroare |
| B-II-m-B-19167                          | Casă                                                                  | municipiul București | Str. Matei Voievod 33 sector 2 44.43831°N 26.12649°E | sf. sec. XIX - prima jum. sec. XX                                         |                       | Raportează eroare |
| B-II-m-B-19168                          | Casă                                                                  | municipiul București | Str. Matei Voievod 35 sector 2 44.43824°N 26.1268°E | sf. sec. XIX - prima jum. sec. XX                                         |                       | Raportează eroare |
| B-II-a-B-19175                          | Ansamblul de arhitectură „Str. Mântuleasa”                            | municipiul București | Str. Mântuleasa sector 2, 3 | sf. sec. XIX - prima jum. sec. XX                                         |                       | Raportează eroare |
| B-II-m-B-19176                          | Casa Zentler                                                          | municipiul București | Str. Mântuleasa 10 sector 2 44.43392°N 26.11229°E | 1910                                                                      |                       | Raportează eroare |
| B-II-m-B-19177                          | Casă                                                                  | municipiul București | Str. Mântuleasa 17 sector 2 44.43554°N 26.1131°E | sf. sec. XIX - prima jum. sec. XX                                         |                       | Raportează eroare |
| B-II-m-B-19178                          | Casă                                                                  | municipiul București | Str. Mântuleasa 19 sector 2 44.43571°N 26.11327°E | sf. sec. XIX - prima jum. sec. XX                                         |                       | Raportează eroare |
| B-II-a-A-19179                          | Ansamblul Bisericii Mântuleasa                                        | municipiul București | Str. Mântuleasa 20 sector 2 44.435°N 26.113°E | sec. XVIII - XX                                                           |                       | Raportează eroare |
| B-II-m-A-19179.01 (RAN: 179132)         | Biserica „Sfinții Arhangheli Mihail și Gavril” - Mântuleasa           | municipiul București | Str. Mântuleasa 20 sector 2 44.43503°N 26.11295°E | 1734                                                                      |                       | Raportează eroare |
| B-II-m-A-19179.02                       | Casă parohială                                                        | municipiul București | Str. Mântuleasa 20 sector 2 44.43518°N 26.11338°E | sf. sec. XIX                                                              |                       | Raportează eroare |
| B-II-m-B-19180                          | Casă                                                                  | municipiul București | Str. Mântuleasa 21 sector 2 44.43591°N 26.11349°E | sf. sec. XIX - înc. sec. XX                                               |                       | Raportează eroare |
| B-II-m-B-19181                          | Casă                                                                  | municipiul București | Str. Mântuleasa 23 sector 2 44.43604°N 26.11359°E | sf. sec. XIX - înc. sec. XX                                               |                       | Raportează eroare |
| B-II-m-B-19182                          | Casa arh. Paul Smărăndescu                                            | municipiul București | Str. Mântuleasa 25 sector 2 44.43621°N 26.11373°E | sf. sec. XIX - înc. sec. XX                                               |                       | Raportează eroare |
| B-II-m-B-20996                          | Casa D.R. Ioanițescu                                                  | municipiul București | Str. Mântuleasa 33 sector 2 44.43686°N 26.11402°E | 1922                                                                      |                       | Raportează eroare |
| B-II-m-B-19183                          | Casă                                                                  | municipiul București | Str. Mântuleasa 34 sector 2 44.43663°N 26.11419°E | 1902                                                                      |                       | Raportează eroare |
| B-II-m-B-19247                          | Casă                                                                  | municipiul București | Calea Moșilor 71 sector 2 44.43497°N 26.10806°E | sf. sec. XIX                                                              |                       | Raportează eroare |
| B-II-m-B-19264                          | Casa G-ral Lahovary, azi corp al Spitalului Cantacuzino               | municipiul București | Str. Movilă Ion 5 sector 2 | 1884-1886 Ion Mincu (arhitect)                                            | Alte imagini          | Raportează eroare |
| B-II-a-B-19271                          | Ansamblul de arhitectură „Str. Negustori, nr. 1-19; 6-16”             | municipiul București | Str. Negustori sector 2 | sf. sec. XIX - prima jum. sec. XX                                         | Încarcă foto \| video | Raportează eroare |
| B-II-m-B-19272                          | Casa Negroponte                                                       | municipiul București | Str. Negustori 1A sector 2 | sf. sec. XIX - prima jum. sec. XX                                         |                       | Raportează eroare |
| B-II-m-B-19273                          | Casă, azi Comisia Zonei Montane                                       | municipiul București | Str. Negustori 1B sector 2 | sf. sec. XIX - prima jum. sec. XX                                         |                       | Raportează eroare |
| B-II-m-B-19274                          | Casă                                                                  | municipiul București | Str. Negustori 3 sector 2 44.43433°N 26.10888°E | sf. sec. XIX - prima jum. sec. XX                                         |                       | Raportează eroare |
| B-II-m-B-19275                          | Casă                                                                  | municipiul București | Str. Negustori 5 sector 2 44.43446°N 26.10915°E | sf. sec. XIX - prima jum. sec. XX                                         |                       | Raportează eroare |
| B-II-m-B-19276                          | Intreprinderea de produse ortopedice                                  | municipiul București | Str. Negustori 6-8 sector 2 44.4342°N 26.10926°E | sf. sec. XIX - prima jum. sec. XX                                         |                       | Raportează eroare |
| B-II-m-B-19277                          | Casă                                                                  | municipiul București | Str. Negustori 7 sector 2 44.43456°N 26.10936°E | sf. sec. XIX - prima jum. sec. XX                                         |                       | Raportează eroare |
| B-II-m-B-19278                          | Casă                                                                  | municipiul București | Str. Negustori 9 sector 2 44.43465°N 26.10963°E | sf. sec. XIX - prima jum. sec. XX                                         | Încarcă foto \| video | Raportează eroare |
| B-II-m-B-19279                          | Casă                                                                  | municipiul București | Str. Negustori 10 sector 2 44.4344°N 26.10944°E | sf. sec. XIX - prima jum. sec. XX                                         |                       | Raportează eroare |
| B-II-m-B-19280                          | Casă                                                                  | municipiul București | Str. Negustori 11-11 bis sector 2 | sf. sec. XIX - prima jum. sec. XX                                         |                       | Raportează eroare |
| B-II-m-B-19282                          | Casă                                                                  | municipiul București | Str. Negustori 14 sector 2 44.43453°N 26.10982°E | sf. sec. XIX - prima jum. sec. XX                                         |                       | Raportează eroare |
| B-II-m-B-19283                          | Casa Vlădescu                                                         | municipiul București | Str. Negustori 15 sector 2 44.43501°N 26.11063°E | sf. sec. XIX - prima jum. sec. XX                                         |                       | Raportează eroare |
| B-II-m-B-19284                          | Casa Dimitrie Bolintineanu                                            | municipiul București | Str. Negustori 16 sector 2 44.43483°N 26.11056°E | sf. sec. XIX - prima jum. sec. XX                                         |                       | Raportează eroare |
| B-II-m-B-19285                          | Casă                                                                  | municipiul București | Str. Negustori 28 sector 2 44.43512°N 26.11213°E | sf. sec. XIX - prima jum. sec. XX                                         |                       | Raportează eroare |
| B-II-m-B-19286                          | Casă                                                                  | municipiul București | Str. Negustori 30 sector 2 44.43515°N 26.1123°E | sf. sec. XIX - prima jum. sec. XX                                         | Încarcă foto \| video | Raportează eroare |
| B-II-m-B-19287                          | Casă                                                                  | municipiul București | Str. Negustori 32 sector 2 44.43518°N 26.1124°E | sf. sec. XIX - prima jum. sec. XX                                         |                       | Raportează eroare |
| B-II-m-A-19304 (RAN: 179132.59)         | Biserica „Sf. Nicolae, Adormirea Maicii Domnului” - Olari             | municipiul București | Str. Olari 6 sector 2 44.43878°N 26.11575°E | 1758                                                                      | Alte imagini          | Raportează eroare |
| B-II-m-B-19305                          | Casă                                                                  | municipiul București | Str. Olari 8 sector 2 44.43864°N 26.11608°E | 1893                                                                      |                       | Raportează eroare |
| B-II-m-B-21000                          | Casa G-ral Jitianu I.                                                 | municipiul București | Str. Olari 32 sector 2 44.43933°N 26.11858°E |                                                                           |                       | Raportează eroare |
| B-II-m-B-21042                          | Casa ing. Panait Pascalis și Vlada Vasiliadis                         | municipiul București | Str. Dimitrie Onciu nr. 31, sectorul 2 |                                                                           | Încarcă foto \| video | Raportează eroare |
| B-II-m-B-19310                          | Casă                                                                  | municipiul București | Str. Orbescu Dimitrie 12 sector 2 | sf. sec. XIX - prima jum. sec. XX                                         | Încarcă foto \| video | Raportează eroare |
| B-II-m-B-19311                          | Imobil locuințe                                                       | municipiul București | Str. Orbescu Dimitrie 14 sector 2 | 1935                                                                      | Încarcă foto \| video | Raportează eroare |
| B-II-m-A-19314                          | Casă de târgoveț                                                      | municipiul București | Str. Orzari 63 sector 2 44.43379°N 26.13451°E | 1859                                                                      | Încarcă foto \| video | Raportează eroare |
| B-II-m-B-19315                          | Casă                                                                  | municipiul București | Str. Oteșani 28 sector 2 44.45765°N 26.12569°E | sf. sec. XIX - prima jum. sec. XX                                         | Încarcă foto \| video | Raportează eroare |
| B-II-m-B-19316                          | Vila Matilda                                                          | municipiul București | Str. Oțetari 2 sector 2 44.43869°N 26.10721°E | sf. sec. XIX                                                              | Alte imagini          | Raportează eroare |
| B-II-m-B-19317 (RAN: 179132.05)         | Biserica „Sfinții Voievozi” - Oțetari                                 | municipiul București | Str. Oțetari 4 sector 2 44.44741°N 26.1072°E | 1757, sec. XIX                                                            | Alte imagini          | Raportează eroare |
| B-II-m-B-19318                          | Casă                                                                  | municipiul București | Str. Paleologu 12 sector 2 | sf. sec. XIX                                                              | Încarcă foto \| video | Raportează eroare |
| B-II-m-B-20921                          | Imobil                                                                | municipiul București | Str. Părintele Galeriu 13 sector 2 44.44186°N 26.11681°E | sf. sec. XIX                                                              |                       | Raportează eroare |
| B-II-a-B-19365                          | Ansamblul de arhitectură „Str. Părintele Stăniloaie”                  | municipiul București | Str. Părintele Stăniloaie sector 2 | sf. sec. XIX                                                              | Încarcă foto \| video | Raportează eroare |
| B-II-m-B-18424                          | Casă cu prispă                                                        | municipiul București | Str. Părintele Stăniloaie 1A sector 2 | sf. sec. XIX                                                              | Încarcă foto \| video | Raportează eroare |
| B-II-m-B-18425                          | Casă                                                                  | municipiul București | Str. Părintele Stăniloaie 2 sector 2 | sf. sec. XIX                                                              | Încarcă foto \| video | Raportează eroare |
| B-II-m-B-18426                          | Casă și pavilion metalic                                              | municipiul București | Str. Părintele Stăniloaie 4 sector 2 | sf. sec. XIX                                                              | Încarcă foto \| video | Raportează eroare |
| B-II-m-B-18427                          | Casă                                                                  | municipiul București | Str. Părintele Stăniloaie 5 sector 2 | sf. sec. XIX                                                              | Încarcă foto \| video | Raportează eroare |
| B-II-m-B-18428                          | Casă                                                                  | municipiul București | Str. Părintele Stăniloaie 7 sector 2 | sf. sec. XIX                                                              | Încarcă foto \| video | Raportează eroare |
| B-II-m-B-19376                          | Casă                                                                  | municipiul București | Str. Philippide Alexandru 3 sector 2 | prima jum. sec. XX                                                        |                       | Raportează eroare |
| B-II-m-B-19377                          | Casă                                                                  | municipiul București | Str. Philippide Alexandru 4 sector 2 | prima jum. sec. XX                                                        |                       | Raportează eroare |
| B-II-m-B-19378                          | Casă                                                                  | municipiul București | Str. Philippide Alexandru 5 sector 2 | prima jum. sec. XX                                                        |                       | Raportează eroare |
| B-II-m-B-19379                          | Casă                                                                  | municipiul București | Str. Philippide Alexandru 6 sector 2 | prima jum. sec. XX                                                        |                       | Raportează eroare |
| B-II-m-B-19380                          | Casă                                                                  | municipiul București | Str. Philippide Alexandru 8 sector 2 | prima jum. sec. XX                                                        |                       | Raportează eroare |
| B-II-m-B-19381                          | Casă                                                                  | municipiul București | Str. Philippide Alexandru 11 sector 2 | prima jum. sec. XX                                                        |                       | Raportează eroare |
| B-II-m-B-19382                          | Casă                                                                  | municipiul București | Str. Philippide Alexandru 13 sector 2 | prima jum. sec. XX                                                        |                       | Raportează eroare |
| B-II-m-B-19383                          | Casă                                                                  | municipiul București | Str. Philippide Alexandru 14 sector 2 | prima jum. sec. XX                                                        |                       | Raportează eroare |
| B-II-m-B-19384                          | Casă                                                                  | municipiul București | Str. Philippide Alexandru 15 sector 2 | prima jum. sec. XX                                                        |                       | Raportează eroare |
| B-II-m-B-19385                          | Casă                                                                  | municipiul București | Str. Philippide Alexandru 17 sector 2 | prima jum. sec. XX                                                        |                       | Raportează eroare |
| B-II-m-B-19386                          | Casă                                                                  | municipiul București | Str. Philippide Alexandru 20 sector 2, str. Vlaicu Aurel nr. 61 sector 2 | prima jum. sec. XX                                                        |                       | Raportează eroare |
| B-II-m-B-19388                          | Casă                                                                  | municipiul București | Str. Plantelor 4 sector 2 44.43555°N 26.11416°E | sf. sec. XIX - prima jum. sec. XX                                         |                       | Raportează eroare |
| B-II-m-B-19389                          | Casă                                                                  | municipiul București | Str. Plantelor 37-37A sector 2 | sf. sec. XIX - prima jum. sec. XX                                         |                       | Raportează eroare |
| B-II-m-B-19390                          | Casă                                                                  | municipiul București | Str. Plantelor 40 sector 2 44.4368°N 26.11868°E | sf. sec. XIX - prima jum. sec. XX                                         |                       | Raportează eroare |
| B-II-m-B-19391                          | Casă                                                                  | municipiul București | Str. Plantelor 48 sector 2 44.43692°N 26.11925°E | sf. sec. XIX - prima jum. sec. XX                                         |                       | Raportează eroare |
| B-II-m-B-19392                          | Casă                                                                  | municipiul București | Str. Plantelor 54 sector 2 44.43713°N 26.11993°E | sf. sec. XIX - prima jum. sec. XX                                         |                       | Raportează eroare |
| B-II-m-B-19393                          | Casă                                                                  | municipiul București | Str. Plantelor 56-58 sector 2 | sf. sec. XIX - prima jum. sec. XX                                         | Încarcă foto \| video | Raportează eroare |
| B-II-a-A-19419 (RAN: 179132.61)         | Ansamblul Mănăstirii Plumbuita                                        | municipiul București | Str. Plumbuita 58 sector 2 44.472°N 26.135°E | sec. XVI - XX                                                             |                       | Raportează eroare |
| B-II-m-A-19419.01 (RAN: 179132.61.02)   | Biserica „Nașterea Sf. Prooroc Ioan Botezătorul și Înaintemergătorul” | municipiul București | Str. Plumbuita 58 sector 2 44.47228°N 26.13517°E | sec. XVI, 1647                                                            | Alte imagini          | Raportează eroare |
| B-II-m-A-19419.02 (RAN: 179132.61.01)   | Palat domnesc                                                         | municipiul București | Str. Plumbuita 58 sector 2 | prima jum. sec. XVIII                                                     |                       | Raportează eroare |
| B-II-m-A-19419.03 (RAN: 179132.61.03)   | Turn clopotniță                                                       | municipiul București | Str. Plumbuita 58 sector 2 | sec. XVIII                                                                |                       | Raportează eroare |
| B-II-m-A-19419.04 (RAN: 179132.61.04)   | Chilii                                                                | municipiul București | Str. Plumbuita 58 sector 2 | sec. XVIII - XX                                                           |                       | Raportează eroare |
| B-II-m-B-19450                          | Biserica „Sf. Împărați Constantin și Elena” - Popa Nan                | municipiul București | Str. Popa Nan 47bis sector 2, Str. Gheorghe Costa-Foru 5A sector 2 44.46483°N 26.15566°E | 1910-1918, sf. sec. XVIII - sec. XIX                                      | Alte imagini          | Raportează eroare |
| B-II-m-B-21061                          | Imobil                                                                | municipiul București | str. Popa Rusu nr. 24, sectorul 2 |                                                                           | Încarcă foto \| video | Raportează eroare |
| B-II-a-B-19451                          | Ansamblul de arhitectură „Str. Popa Soare”                            | municipiul București | Str. Popa Soare sector 2, 3 | sf. sec. XIX - prima jum. sec. XX                                         | Încarcă foto \| video | Raportează eroare |
| B-II-m-B-19455                          | Casa Mircea Vulcănescu                                                | municipiul București | Str. Popa Soare 16A sector 2 | înc. sec. XX                                                              | Încarcă foto \| video | Raportează eroare |
| B-II-m-B-19457                          | Casă                                                                  | municipiul București | Str. Popa Soare 54 sector 2 44.43543°N 26.11933°E | sf. sec. XIX - prima jum. sec. XX                                         |                       | Raportează eroare |
| B-II-m-B-19459                          | Casă                                                                  | municipiul București | Str. Popa Soare 56 sector 2 44.43545°N 26.11955°E | sf. sec. XIX - prima jum. sec. XX                                         |                       | Raportează eroare |
| B-II-m-B-19460                          | Casă                                                                  | municipiul București | Str. Popa Soare 60 sector 2 44.43551°N 26.12016°E | sf. sec. XIX - prima jum. sec. XX                                         |                       | Raportează eroare |
| B-II-m-B-19469                          | Casa gen. David Praporgescu                                           | municipiul București | Str. Praporgescu David g-ral 17 sector 2 | sf. sec. XIX - prima jum. sec. XX                                         | Încarcă foto \| video | Raportează eroare |
| B-II-a-A-19471                          | Ansamblul Bisericii Grecești                                          | municipiul București | Bd. Protopopescu Pache 1-3 sector 2 44.43862°N 26.11752°E | înc. sec. XX A. Lardel (arhitect)                                         |                       | Raportează eroare |
| B-II-m-A-19472                          | Biserica „Buna Vestire”                                               | municipiul București | Bd. Protopopescu Pache 1-3 sector 2 44.43829°N 26.11773°E | înc. sec. XX A. Lardel (arhitect)                                         |                       | Raportează eroare |
| B-II-m-A-19473                          | Fostul Palat al Legației Elene, azi Ambasada Republicii Elene         | municipiul București | Bd. Protopopescu Pache 1-3 sector 2 | înc. sec. XX                                                              |                       | Raportează eroare |
| B-II-m-B-19474                          | Imobil                                                                | municipiul București | Bd. Protopopescu Pache 2 sector 2 | înc. sec. XX                                                              | Încarcă foto \| video | Raportează eroare |
| B-II-m-B-19475                          | Imobil                                                                | municipiul București | Bd. Protopopescu Pache 4 sector 2 | înc. sec. XX                                                              |                       | Raportează eroare |
| B-II-m-B-19476                          | Imobil                                                                | municipiul București | Bd. Protopopescu Pache 5 sector 2 | înc. sec. XX                                                              |                       | Raportează eroare |
| B-II-m-B-19477                          | Imobil                                                                | municipiul București | Bd. Protopopescu Pache 6 sector 2 | înc. sec. XX                                                              |                       | Raportează eroare |
| B-II-m-B-19478                          | Imobil                                                                | municipiul București | Bd. Protopopescu Pache 7 sector 2 | înc. sec. XX                                                              |                       | Raportează eroare |
| B-II-m-B-19479                          | Imobil                                                                | municipiul București | Bd. Protopopescu Pache 10 sector 2 | înc. sec. XX                                                              | Încarcă foto \| video | Raportează eroare |
| B-II-m-B-19480                          | Imobil                                                                | municipiul București | Bd. Protopopescu Pache 11 sector 2 | înc.sec. XX                                                               | Încarcă foto \| video | Raportează eroare |
| B-II-m-B-19481                          | Imobil                                                                | municipiul București | Bd. Protopopescu Pache 14 sector 2 | înc. sec. XX                                                              | Încarcă foto \| video | Raportează eroare |
| B-II-m-B-19482                          | Imobil                                                                | municipiul București | Bd. Protopopescu Pache 18 sector 2 | înc. sec. XX                                                              |                       | Raportează eroare |
| B-II-m-B-19483                          | Casa Elena Lupescu                                                    | municipiul București | Bd. Protopopescu Pache 51 sector 2 | 1900                                                                      |                       | Raportează eroare |
| B-II-m-B-19484                          | Colegiul Național „Mihai Viteazul”                                    | municipiul București | Bd. Protopopescu Pache 62 sector 2 44.4395°N 26.1251°E | înc. sec. XX                                                              |                       | Raportează eroare |
| B-II-m-B-19485                          | Imobil                                                                | municipiul București | Piața Protopopescu Pache 3 sector 2 | înc. sec. XX                                                              |                       | Raportează eroare |
| B-II-m-B-19486                          | Imobil                                                                | municipiul București | Piața Protopopescu Pache 9, colț cu Bd. Pache Protopopescu nr. 2 sector 2 | înc. sec. XX                                                              | Încarcă foto \| video | Raportează eroare |
| B-II-m-B-19487                          | Imobil                                                                | municipiul București | Piața Protopopescu Pache 13 sector 2 | înc. sec. XX                                                              |                       | Raportează eroare |
| B-II-m-B-19488                          | Imobil                                                                | municipiul București | Piața Protopopescu Pache 14 sector 2 | înc. sec. XX                                                              | Încarcă foto \| video | Raportează eroare |
| B-II-m-B-19515                          | Casă                                                                  | municipiul București | Str. Rădulescu Heliade Ion 15 sector 2 | înc. sec. XX                                                              | Încarcă foto \| video | Raportează eroare |
| B-II-m-B-19516                          | Casă                                                                  | municipiul București | Str. Rădulescu Heliade Ion 27 sector 2 | înc. sec. XX                                                              | Încarcă foto \| video | Raportează eroare |
| B-II-m-B-19517                          | Casă                                                                  | municipiul București | Str. Rădulescu Heliade Ion 33 sector 2 | înc. sec. XX                                                              | Încarcă foto \| video | Raportează eroare |
| B-II-m-B-19543                          | Imobil                                                                | municipiul București | Str. Ritmului 1 sector 2 44.44461°N 26.13212°E | înc. sec. XX                                                              | Încarcă foto \| video | Raportează eroare |
| B-II-m-B-19581                          | Casă                                                                  | municipiul București | Str. Romano Alexandru pictor 8 sector 2 | sf. sec. XIX - prima jum. sec. XX                                         |                       | Raportează eroare |
| B-II-m-B-19582                          | Casă                                                                  | municipiul București | Str. Romano Alexandru pictor 10 sector 2 | sf. sec. XIX - prima jum. sec. XX                                         |                       | Raportează eroare |
| B-II-m-B-19583                          | Casă                                                                  | municipiul București | Str. Romano Alexandru pictor 15 sector 2 | sf. sec. XIX - prima jum. sec. XX                                         |                       | Raportează eroare |
| B-II-m-B-19584                          | Casă                                                                  | municipiul București | Str. Romano Alexandru pictor 16 sector 2 | sf. sec. XIX - prima jum. sec. XX                                         |                       | Raportează eroare |
| B-II-m-B-19585                          | Casă                                                                  | municipiul București | Str. Romano Alexandru pictor 19 sector 2 | sf. sec. XIX - prima jum. sec. XX                                         |                       | Raportează eroare |
| B-II-m-B-19586                          | Casă                                                                  | municipiul București | Str. Romano Alexandru pictor 20 sector 2 | sf. sec. XIX - prima jum. sec. XX                                         |                       | Raportează eroare |
| B-II-m-B-19587                          | Casă                                                                  | municipiul București | Str. Romano Alexandru pictor 21 sector 2 | sf. sec. XIX - prima jum. sec. XX                                         |                       | Raportează eroare |
| B-II-m-B-19588                          | Casă                                                                  | municipiul București | Str. Romano Alexandru pictor 22 sector 2 | sf. sec. XIX - prima jum. sec. XX                                         |                       | Raportează eroare |
| B-II-m-B-19589                          | Casă                                                                  | municipiul București | Str. Romano Alexandru pictor 26 sector 2 | sf. sec. XIX - prima jum. sec. XX                                         |                       | Raportează eroare |
| B-II-m-B-19590                          | Casă                                                                  | municipiul București | Str. Romano Alexandru pictor 28 sector 2 | sf. sec. XIX - prima jum. sec. XX                                         |                       | Raportează eroare |
| B-II-m-B-19598                          | Casă                                                                  | municipiul București | Str. Romulus 18 sector 2 44.43379°N 26.1142°E | sf. sec. XIX                                                              | Alte imagini          | Raportează eroare |
| B-II-m-B-19619                          | Imobil - Societatea de Locuințe Ieftine                               | municipiul București | Piața Rosetti C. A. 7 sector 2 | 1920                                                                      | Încarcă foto \| video | Raportează eroare |
| B-II-m-B-19623                          | Imobil                                                                | municipiul București | Str. Rosetti C. A. 26 sector 2 | sf. sec. XIX                                                              | Alte imagini          | Raportează eroare |
| B-II-m-B-19624                          | Casă                                                                  | municipiul București | Str. Rosetti C. A. 33 sector 2 | sf. sec. XIX                                                              | Încarcă foto \| video | Raportează eroare |
| B-II-m-B-19625                          | Casă                                                                  | municipiul București | Str. Rosetti C. A. 35 sector 2 | sf. sec. XIX                                                              | Încarcă foto \| video | Raportează eroare |
| B-II-m-B-19626                          | Casa Vasiliu Bolnavu                                                  | municipiul București | Str. Rosetti C. A. 36 sector 2 44.44097°N 26.10429°E | sec. XIX - XX                                                             |                       | Raportează eroare |
| B-II-m-B-19627                          | Imobil locuințe                                                       | municipiul București | Str. Rosetti Maria 15 sector 2 44.44222°N 26.10679°E | înc. sec. XX                                                              |                       | Raportează eroare |
| B-II-m-B-19628                          | Imobil                                                                | municipiul București | Str. Rosetti Maria 36 sector 2 | înc. sec. XX                                                              | Încarcă foto \| video | Raportează eroare |
| B-II-m-B-19629                          | Casă                                                                  | municipiul București | Str. Russo Alecu 3 sector 2 | sf. sec. XIX                                                              | Alte imagini          | Raportează eroare |
| B-II-m-B-19630                          | Casă                                                                  | municipiul București | Str. Russo Alecu 5 sector 2 | sf. sec. XIX - prima jum. sec. XX                                         |                       | Raportează eroare |
| B-II-m-B-19631                          | Casă                                                                  | municipiul București | Str. Russo Alecu 7 sector 2 | sf. sec. XIX - prima jum. sec. XX                                         |                       | Raportează eroare |
| B-II-m-B-19632                          | Casă                                                                  | municipiul București | Str. Russo Alecu 9 sector 2 | sf. sec. XIX - prima jum. sec. XX                                         |                       | Raportează eroare |
| B-II-m-B-19633                          | Casă                                                                  | municipiul București | Str. Russo Alecu 11 sector 2 44.44741°N 26.10774°E | sf. sec. XIX - prima jum. sec. XX                                         |                       | Raportează eroare |
| B-II-m-B-19656                          | Biserica „Sf. Împărați Constantin și Elena” - Schitul Darvari         | municipiul București | Str. Schitul Darvari 3 sector 2 44.44297°N 26.10686°E | 1834                                                                      | Alte imagini          | Raportează eroare |
| B-II-m-B-21044                          | Imobil                                                                | municipiul București | Str. Schitu Măgureanu nr. 19 sector 2 44.43587°N 26.08902°E | Horia Creangă și Ion Creangă                                              | Alte imagini          | Raportează eroare |
| B-II-m-B-19657                          | Casă, azi Institutul Cervantes                                        | municipiul București | Str. Serghiescu Marin 12 sector 2 44.43975°N 26.1098°E | sec. XIX - XX                                                             |                       | Raportează eroare |
| B-II-m-B-17934                          | Casă                                                                  | municipiul București | Str. Sfânta Treime 30 sector 2 44.45944°N 26.1192°E | prima jum. sec. XX                                                        |                       | Raportează eroare |
| B-II-m-B-17935                          | Casă                                                                  | municipiul București | Str. Sfânta Treime 51 sector 2 44.45958°N 26.11931°E | prima jum. sec. XX                                                        |                       | Raportează eroare |
| B-II-m-B-17936                          | Casă                                                                  | municipiul București | Str. Sfânta Treime 53 sector 2 44.45963°N 26.11946°E | prima jum. sec. XX                                                        |                       | Raportează eroare |
| B-II-m-B-17937                          | Casă                                                                  | municipiul București | Str. Sfânta Treime 55 sector 2 44.45988°N 26.12015°E | prima jum. sec. XX                                                        | Încarcă foto \| video | Raportează eroare |
| B-II-m-B-17938                          | Casă                                                                  | municipiul București | Str. Sfânta Treime 57 sector 2 44.45993°N 26.12029°E | prima jum. sec. XX                                                        | Încarcă foto \| video | Raportează eroare |
| B-II-m-B-19679                          | Casa Cerchez                                                          | municipiul București | Piața Sfântul Ștefan 13A sector 2 | 1926                                                                      |                       | Raportează eroare |
| B-II-a-B-19680                          | Ansamblul de arhitectură „Str. și P-ța Sf. Ștefan”                    | municipiul București | Str. Sfântul Ștefan, inclusiv Piața Sfântul Ștefan sector 2 | sf. sec. XIX - prima jum. sec. XX                                         |                       | Raportează eroare |
| B-II-m-B-19683                          | Casă                                                                  | municipiul București | Str. Sfinților 1 sector 2 44.43523°N 26.10748°E | sf. sec. XIX - prima jum. sec. XX                                         | Încarcă foto \| video | Raportează eroare |
| B-II-m-B-19684                          | Casă                                                                  | municipiul București | Str. Sfinților 6 sector 2 44.43512°N 26.10756°E | sf. sec. XIX - prima jum. sec. XX                                         | Încarcă foto \| video | Raportează eroare |
| B-II-m-B-19685                          | Vilă                                                                  | municipiul București | Str. Sfinților 7 sector 2 44.43545°N 26.10791°E | prima jum. sec. XX                                                        |                       | Raportează eroare |
| B-II-m-B-19686                          | Casă                                                                  | municipiul București | Str. Sfinților 9 sector 2 44.43553°N 26.10818°E | sf. sec. XIX - prima jum. sec. XX                                         |                       | Raportează eroare |
| B-II-m-B-19687                          | Casă                                                                  | municipiul București | Str. Sfinților 11 sector 2 44.43558°N 26.10838°E | sf. sec. XIX - prima jum. sec. XX                                         |                       | Raportează eroare |
| B-II-m-B-19688                          | Casă                                                                  | municipiul București | Str. Sfinților 12 sector 2 44.43538°N 26.10814°E | sf. sec. XIX - prima jum. sec. XX                                         | Încarcă foto \| video | Raportează eroare |
| B-II-m-B-19689                          | Casă cu gang                                                          | municipiul București | Str. Sfinților 13 sector 2 44.43563°N 26.10858°E | sf. sec. XIX - prima jum. sec. XX                                         | Încarcă foto \| video | Raportează eroare |
| B-II-m-A-19692                          | Moara lui Assan                                                       | municipiul București | Str. Silozului 25 sector 2 44.45338°N 26.12114°E | 1853                                                                      | Alte imagini          | Raportează eroare |
| B-II-m-B-19693                          | Casa Iuliu Zane                                                       | municipiul București | Str. Silvestru 12 sector 2 | sec. XIX                                                                  | Alte imagini          | Raportează eroare |
| B-II-a-B-19694                          | Ansamblul Bisericii Silvestru                                         | municipiul București | Str. Silvestru 36 sector 2 44.44291°N 26.11527°E | sec. XIX - XX                                                             |                       | Raportează eroare |
| B-II-m-B-19694.01                       | Biserica „Sfântul Silvestru, Episcopul Romei”                         | municipiul București | Str. Silvestru 36 sector 2 44.44277°N 26.11476°E | sec. XIX,1907                                                             |                       | Raportează eroare |
| B-II-m-B-19694.02                       | Turn cu ceas                                                          | municipiul București | Str. Silvestru 36 sector 2 | 1879                                                                      |                       | Raportează eroare |
| B-II-m-B-20912                          | Chioșc de grădină și bazin decorativ                                  | municipiul București | Str. Silvestru 38 sector 2 44.44327°N 26.11624°E |                                                                           | Alte imagini          | Raportează eroare |
| B-II-m-B-19721                          | Casa fizicianului C. Miculescu                                        | municipiul București | Str. Spătarului 3 sector 2 44.43779°N 26.11205°E | sf. sec. XIX - prima jum. sec. XX                                         |                       | Raportează eroare |
| B-II-m-B-19722                          | Casă                                                                  | municipiul București | Str. Spătarului 19 sector 2 44.43923°N 26.11316°E | sf. sec. XIX                                                              | Alte imagini          | Raportează eroare |
| B-II-m-A-19723                          | Casa Melik, azi Muzeul Theodor Pallady                                | municipiul București | Str. Spătarului 22 sector 2 44.43931°N 26.11345°E | 1760 Iacob Melik (arhitect)                                               | Alte imagini          | Raportează eroare |
| B-II-m-B-19724                          | Casă                                                                  | municipiul București | Str. Speranței 42-46 sector 2 | sec. XIX                                                                  |                       | Raportează eroare |
| B-II-m-B-20960                          | Casa Nenițescu                                                        | municipiul București | Str. Școalei nr. 8, sectorul 2 | 1908 Dumitru Hârjeu (arhitect)                                            |                       | Raportează eroare |
| B-II-m-B-19756                          | Casă                                                                  | municipiul București | Str. Șomoiog Constantin serg. 8 sector 2 | prima jum. sec. XX                                                        | Încarcă foto \| video | Raportează eroare |
| B-II-m-B-19765                          | Casa Ioan Slavici                                                     | municipiul București | Str. Știrbei Vodă 152 sector 2 | sf. sec. XIX - prima jum. sec. XX                                         | Încarcă foto \| video | Raportează eroare |
| B-II-m-B-19770                          | Casa Gheorghe Petrescu                                                | municipiul București | Str. Toamnei 83 sector 2 44.4462°N 26.1147°E | înc. sec. XX                                                              |                       | Raportează eroare |
| B-II-m-B-19804                          | Liceul Economic                                                       | municipiul București | Str. Traian 165 sector 2 44.43791°N 26.12049°E | sf. sec. XIX - prima jum. sec. XX                                         |                       | Raportează eroare |
| B-II-m-B-19812                          | Casă                                                                  | municipiul București | Str. Traian 176 sector 2 44.43684°N 26.12136°E | sf. sec. XIX                                                              |                       | Raportează eroare |
| B-II-m-B-19815                          | Casă                                                                  | municipiul București | Str. Traian 198 sector 2 44.43829°N 26.12045°E | sf. sec. XIX - prima jum. sec. XX                                         |                       | Raportează eroare |
| B-II-m-A-19816 (RAN: 179132.72)         | Biserica „Sf. Ioachim și Ana” - Oboru Vechi                           | municipiul București | Str. Traian 204 sector 2 44.43908°N 26.12058°E | 1780                                                                      | Alte imagini          | Raportează eroare |
| B-II-m-B-19817                          | Casă                                                                  | municipiul București | Str. Traian 208 sector 2 | sf. sec. XIX - prima jum. sec. XX                                         |                       | Raportează eroare |
| B-II-m-B-19822                          | Casă de târgoveț                                                      | municipiul București | Str. Țepeș Vodă 86 A sector 2 44.43536°N 26.12686°E | sec. XIX                                                                  | Încarcă foto \| video | Raportează eroare |
| B-II-m-B-19878                          | Casa Ortansa Paciurea                                                 | municipiul București | Str. Viitorului 94 sector 2 44.4474°N 26.1141°E | 1878                                                                      | Alte imagini          | Raportează eroare |
| B-II-m-B-19894                          | Casă                                                                  | municipiul București | Str. Vlaicu Aurel 16 sector 2 | prima jum. sec. XX                                                        | Încarcă foto \| video | Raportează eroare |
| B-II-m-B-19895                          | Vila Vintilă Brătianu                                                 | municipiul București | Str. Vlaicu Aurel 19 sector 2 | 1912                                                                      | Încarcă foto \| video | Raportează eroare |
| B-II-m-B-19896                          | Casă                                                                  | municipiul București | Str. Vlaicu Aurel 41 sector 2 | 1899                                                                      |                       | Raportează eroare |
| B-II-m-B-20961                          | Casa Profesor I.S. Floru                                              | municipiul București | Str. Vlaicu Aurel 115 sector 2 |                                                                           | Încarcă foto \| video | Raportează eroare |
| B-II-m-B-19897                          | Casa Ion Voicu                                                        | municipiul București | Intr. Voicu Ion 4 sector 2 | sf. sec. XIX,1912                                                         | Alte imagini          | Raportează eroare |
| B-II-m-B-19905                          | Casă                                                                  | municipiul București | Str. Vuia Traian 5 sector 2 | sf. sec. XIX - prima jum. sec. XX                                         | Încarcă foto \| video | Raportează eroare |
| B-II-m-B-21036                          | Imobil                                                                | municipiul București | Str. J. L. Calderon nr. 33, sector 2 46.49172°N 22.89193°E |                                                                           | Încarcă foto \| video | Raportează eroare |
| B-III-m-B-19968                         | Monumentul lui Gh. Gr. Cantacuzino                                    | municipiul București | Piața Cantacuzino Gh. f.n. sector 2, în Grădina Icoanei 44.44422°N 26.10346°E | 1914 Ernest Henri Dubois (sculptor)                                       | Alte imagini          | Raportează eroare |
| B-III-m-B-19970 (LMI92: 41B0036)        | Monumentul G-ral Andranic                                             | municipiul București | Bd. Carol I 43 sector 2, în curtea Bisericii Armenești 44.437°N 26.111°E | Hovakim Torosian (sculptor)                                               |                       | Raportează eroare |
| B-III-m-B-19978                         | Bustul lui C. C. Nottara                                              | municipiul București | Bd. Dacia 105 sector 2, în curtea Muzeului C. C. Nottara 44.446°N 26.109°E | Milița Petrașcu (sculptor)                                                |                       | Raportează eroare |
| B-III-m-B-19979                         | Bustul prof. Vasile Șuteu                                             | municipiul București | Bd. Dacia 117 sector 2, în curtea Liceului „Dimitrie Cantemir” 44.445°N 26.113°E | 1941 Cornel Medrea (sculptor)                                             |                       | Raportează eroare |
| B-III-m-B-19999                         | Bustul Emiliei Irza                                                   | municipiul București | Bd. Lacul Tei 120 sector 2 44.46304°N 26.12266°E |                                                                           |                       | Raportează eroare |
| B-III-m-B-20001                         | Statuia lui Vasile Lascăr                                             | municipiul București | Str. Lascăr Vasile f.n. sector 2 44.4405°N 26.10843°E | Gheorghe Horvath (sculptor)                                               | Alte imagini          | Raportează eroare |
| B-III-m-B-20025                         | Monumentul lui Tudor Vladimirescu                                     | municipiul București | Str. Precupeții Vechi f.n. sector 2 44.4463°N 26.1154°E | 1934 Teodor Burcă (sculptor)                                              | Alte imagini          | Raportează eroare |
| B-III-m-B-20029                         | Statuia „Lupoaica Romei”                                              | municipiul București | Piața Roma f.n. sector 2 44.4472°N 26.09622°E | 1906                                                                      |                       | Raportează eroare |
| B-III-m-A-20030                         | Monumentul lui C. A. Rosetti                                          | municipiul București | Piața Rosetti C. A. f.n. sector 2 44.43628°N 26.10633°E | 1903 Wladimir Hegel (sculptor)                                            | Alte imagini          | Raportează eroare |
| B-III-m-B-20031                         | Bustul lui Constantin Dobrogeanu-Gherea                               | municipiul București | Str. Rosetti C. A. f.n. sector 2 44.44112°N 26.10192°E | 1960 Naum Corcescu (sculptor)                                             |                       | Raportează eroare |
| B-III-m-B-19952                         | Statuia lui I. L. Caragiale                                           | municipiul București | Str. Rosetti Maria f.n. sector 2 44.4419°N 26.1062°E | 1957 Constantin Baraschi (sculptor)                                       |                       | Raportează eroare |
| B-III-m-B-20053                         | Monumentul eroilor din 1916-1918                                      | municipiul București | Str. Silvestru 34-36 sector 2 44.44268°N 26.11484°E | Vasile Ionescu-Varo (sculptor)                                            |                       | Raportează eroare |
| B-III-m-B-20054                         | Statuia lui Theodor Pallady                                           | municipiul București | Str. Spătarului 22 sector 2, în curtea Casei Melik 44.439°N 26.114°E | Gheorghe D. Anghel (sculptor)                                             |                       | Raportează eroare |
| B-III-m-B-09081 (fost OT-III-m-B-09081) | Statuia „Industria casnică”                                           | municipiul București | Str. Logofătul Luca Stroici 18 sector 2 | 1898 Ion Georgescu                                                        | Încarcă foto \| video | Raportează eroare |
| B-IV-m-A-20074                          | Piatra de mormânt a domnitorului Grigore Ghica IV                     | municipiul București | Str. Doamna Ghica 3 sector 2, în curtea Bisericii „Înălțarea Domnului” - Doamna Ghica | prima jum. sec. XIX                                                       | Încarcă foto \| video | Raportează eroare |
| B-IV-m-A-20075                          | Monument funerar Grigore Ghica IV                                     | municipiul București | Str. Doamna Ghica 3 sector 2, în curtea Bisericii „Înălțarea Domnului” - Doamna Ghica |                                                                           | Încarcă foto \| video | Raportează eroare |
| B-IV-m-B-20078                          | Cruce de piatră                                                       | municipiul București | Bd. Ferdinand 89 sector 2 44.4429°N 26.1269°E | 1855                                                                      |                       | Raportează eroare |
| B-IV-m-B-20102                          | Monumentul funerar al gen. E. Odobescu                                | municipiul București | Str. Icoanei 12 sector 2, în curtea Bisericii Icoanei 44.4431°N 26.10633°E |                                                                           | Alte imagini          | Raportează eroare |
| B-IV-m-B-20112                          | Cruce de piatră                                                       | municipiul București | Șos. Pantelimon f.n. sector 2, intersecția cu str. Chiristigii 44.4483°N 26.1269°E | 1877                                                                      |                       | Raportează eroare |
| B-IV-m-B-09094 (fost OT-IV-m-B-09094)   | Statuia „Agricultura”                                                 | municipiul București | Str. Logofătul Luca Stroici 18 sector 2 | 1898 Ștefan Ionescu-Valbudea                                              | Încarcă foto \| video | Raportează eroare |